# Concerti dei Ramones
Elenco dei concerti dei Ramones:

## 1974
- 30 marzo,  Stati Uniti, New York, Performance Studio
- 16 agosto,  Stati Uniti, New York, CBGB
- 17 agosto,  Stati Uniti, New York, CBGB
- 24 agosto,  Stati Uniti, New York, CBGB
- 25 agosto,  Stati Uniti, New York, CBGB
- 29 agosto,  Stati Uniti, New York, CBGB
- 30 agosto,  Stati Uniti, New York, CBGB
- 31 agosto,  Stati Uniti, New York, CBGB
- 1º settembre,  Stati Uniti, New York, CBGB
- 2 settembre,  Stati Uniti, New York, party in SoHo
- 7 settembre,  Stati Uniti, New York, CBGB
- 8 settembre,  Stati Uniti, New York, CBGB
- 15 settembre,  Stati Uniti, New York, CBGB
- 17 settembre,  Stati Uniti, New York, CBGB
- 22 settembre,  Stati Uniti, New York, CBGB
- 24 settembre,  Stati Uniti, New York, CBGB
- 1º ottobre,  Stati Uniti, New York, CBGB
- 6 ottobre,  Stati Uniti, New York, CBGB
- 8 ottobre,  Stati Uniti, New York, CBGB
- 12 ottobre,  Stati Uniti, New York, CBGB
- 13 ottobre,  Stati Uniti, New York, CBGB
- 20 ottobre,  Stati Uniti, New York, CBGB
- 31 ottobre,  Stati Uniti, New York, CBGB
- 1º novembre,  Stati Uniti, New York, CBGB
- 2 novembre,  Stati Uniti, New York, CBGB
- 3 novembre,  Stati Uniti, New York, CBGB
- 16 novembre,  Stati Uniti, New York, Performance Studio
- 17 novembre,  Stati Uniti, New York, CBGB
- 7 dicembre,  Stati Uniti, New York, Performance Studio
- 20 dicembre,  Stati Uniti, New York, Performance Studio

## 1975
- 14 febbraio,  Stati Uniti, New York, Brandy's II
- 28 febbraio,  Stati Uniti, New York, Performance Studio
- 1º marzo,  Stati Uniti, New York, Performance Studio
- 6 marzo,  Stati Uniti, New York, CBGB
- 7 marzo,  Stati Uniti, New York, CBGB
- 8 marzo,  Stati Uniti, New York, CBGB
- 11 aprile,  Stati Uniti, New York, Performance Studio
- 14 aprile,  Stati Uniti, New York, CBGB
- 15 aprile,  Stati Uniti, New York, CBGB
- 25 aprile,  Stati Uniti, New York, Performance Studio
- 12 maggio,  Stati Uniti, New York, CBGB
- 13 maggio,  Stati Uniti, New York, CBGB
- 30 maggio,  Stati Uniti, Queens, Coventry
- 5 giugno,  Stati Uniti, New York, CBGB
- 6 giugno,  Stati Uniti, New York, CBGB
- 7 giugno,  Stati Uniti, New York, CBGB
- 8 giugno,  Stati Uniti, New York, CBGB
- 20 giugno,  Stati Uniti, New York, CBGB
- 21 giugno,  Stati Uniti, New York, CBGB
- 22 giugno,  Stati Uniti, New York, CBGB
- 4 luglio,  Stati Uniti, New York, CBGB
- 5 luglio,  Stati Uniti, New York, CBGB
- 6 luglio,  Stati Uniti, New York, CBGB
- 11 luglio,  Stati Uniti, Waterbury (Connecticut)
- 16 luglio,  Stati Uniti, New York, CBGB
- 17 luglio,  Stati Uniti, New York, CBGB
- 18 luglio,  Stati Uniti, New York, CBGB
- 31 luglio,  Stati Uniti, New York, CBGB
- 1º agosto,  Stati Uniti, New York, CBGB
- 22 agosto,  Stati Uniti, New York, CBGB
- 23 agosto,  Stati Uniti, New York, CBGB
- 24 agosto,  Stati Uniti, New York, CBGB
- 12 settembre,  Stati Uniti, New York, Performance Studio
- 13 settembre,  Stati Uniti, New York, Performance Studio
- 3 ottobre,  Stati Uniti, New York, Mother's
- 4 ottobre,  Stati Uniti, New York, Mother's
- 5 ottobre,  Stati Uniti, New York, Mother's
- 24 ottobre,  Stati Uniti, New York, CBGB
- 25 ottobre,  Stati Uniti, New York, CBGB
- 26 ottobre,  Stati Uniti, New York, CBGB
- 21 novembre,  Stati Uniti, New York, CBGB
- 22 novembre,  Stati Uniti, New York, CBGB
- 23 novembre,  Stati Uniti, New York, CBGB
- 18 dicembre,  Stati Uniti, New York, CBGB
- 19 dicembre,  Stati Uniti, New York, CBGB
- 31 dicembre,  Stati Uniti, New York, Sea of Clouds

## 1976
- 30 gennaio,  Stati Uniti, New York, CBGB
- 31 gennaio,  Stati Uniti, New York, CBGB
- 1º febbraio,  Stati Uniti, New York, CBGB
- 25 febbraio,  Stati Uniti, Nashua (New Hampshire)
- 26 febbraio,  Stati Uniti, Boston (Massachusetts)
- 27 febbraio,  Stati Uniti, Brockton (Massachusetts)
- 22 marzo,  Stati Uniti, Roslyn (New York), My Father's Place
- 1º aprile,  Stati Uniti, New York, CBGB
- 2 aprile,  Stati Uniti, New York, CBGB
- 3 aprile,  Stati Uniti, New York, CBGB
- 9 aprile,  Stati Uniti, New Jersey, Phase V
- 10 aprile,  Stati Uniti, New Jersey, Phase V
- 18 aprile,  Stati Uniti, New York, Max's Kansas City
- 10 maggio,  Stati Uniti, New York, Bottom Line
- 11 maggio,  Stati Uniti, New York, Bottom Line
- 13 maggio,  Stati Uniti, New York, CBGB
- 14 maggio,  Stati Uniti, New York, CBGB
- 15 maggio,  Stati Uniti, New York, CBGB
- 20 maggio,  Stati Uniti, Boston (Massachusetts)
- 21 maggio,  Stati Uniti, Boston (Massachusetts)
- 22 maggio,  Stati Uniti, Boston (Massachusetts)
- 28 maggio,  Stati Uniti, New Canaan (Connecticut)
- 29 maggio,  Stati Uniti, Fairfield (Connecticut)
- 10 giugno,  Stati Uniti, Dover (New Jersey)
- 11 giugno,  Stati Uniti, New York, Max's Kansas City
- 12 giugno,  Stati Uniti, New York, Max's Kansas City
- 19 giugno,  Stati Uniti, Cleveland (Ohio), Rainout
- 20 giugno,  Stati Uniti, Youngstown (Ohio)
- 4 luglio,  Inghilterra, Londra, The Roundhouse
- 5 luglio,  Inghilterra, Londra, Dingwalls
- 13 luglio,  Stati Uniti, Roslyn (New York), My Father's Place
- 16 luglio,  Stati Uniti, Islip (New York)
- 17 luglio,  Stati Uniti, Islip (New York)
- 18 luglio,  Stati Uniti, Asbury Park (New Jersey),
- 22 luglio,  Stati Uniti, New Haven (Connecticut),
- 11 agosto,  Stati Uniti, Los Angeles (California), Roxy Theatre
- 12 agosto,  Stati Uniti, Los Angeles (California), Roxy Theatre
- 16 agosto,  Stati Uniti, Los Angeles (California), The Starwood
- 17 agosto,  Stati Uniti, Los Angeles (California), The Starwood
- 19 agosto,  Stati Uniti, San Francisco (California),
- 20 agosto,  Stati Uniti, San Francisco (California),
- 21 agosto,  Stati Uniti, San Francisco (California),
- 22 agosto,  Stati Uniti, San Francisco (California),
- 23 agosto,  Stati Uniti, Huntington Beach (California),
- 24 agosto,  Stati Uniti, Huntington Beach (California),
- 25 agosto,  Stati Uniti, Huntington Beach (California),
- 27 agosto,  Stati Uniti, Redondo Beach (California),
- 28 agosto,  Stati Uniti, Redondo Beach (California),
- 2 settembre,  Stati Uniti, Hempstead (New York),
- 3 settembre,  Stati Uniti, Connecticut, Friar Tuck's
- 4 settembre,  Stati Uniti, Connecticut, Friar Tuck's
- 9 settembre,  Stati Uniti, New York, CBGB
- 10 settembre,  Stati Uniti, New York, CBGB
- 11 settembre,  Stati Uniti, New York, CBGB
- 12 settembre,  Stati Uniti, White Plains (New York),
- 17 settembre,  Stati Uniti, Westport (Connecticut),
- 18 settembre,  Stati Uniti, Westport (Connecticut),
- 19 settembre,  Stati Uniti, Dover (New Jersey)
- 24 settembre,  Canada, Toronto,
- 25 settembre,  Canada, Toronto,
- 27 settembre,  Stati Uniti, Roslyn (New York), My Father's Place
- 28 settembre,  Stati Uniti, Roslyn (New York), My Father's Place
- 8 ottobre,  Stati Uniti, New York, Max's Kansas City
- 9 ottobre,  Stati Uniti, New York, Max's Kansas City
- 16 ottobre,  Stati Uniti, Detroit (Michigan)
- 22 ottobre,  Stati Uniti, Washington
- 23 ottobre,  Stati Uniti, Washington
- 24 ottobre,  Stati Uniti, Washington
- 12 novembre,  Stati Uniti, Newport (Rhode Island)
- 13 novembre,  Stati Uniti, Newport (Rhode Island)
- 24 novembre,  Stati Uniti, Atlanta (Georgia)
- 25 novembre,  Stati Uniti, Atlanta (Georgia)
- 26 novembre,  Stati Uniti, Atlanta (Georgia)
- 27 novembre,  Stati Uniti, Atlanta (Georgia)

## 1977
- 28 gennaio,  Stati Uniti, Boston (Massachusetts)
- 29 gennaio,  Stati Uniti, Boston (Massachusetts)
- 30 gennaio,  Stati Uniti, Boston (Massachusetts)
- 2 febbraio,  Stati Uniti, Roslyn (New York), My Father's Place
- 3 febbraio,  Stati Uniti, New York, CBGB
- 4 febbraio,  Stati Uniti, New York, CBGB
- 4 febbraio,  Stati Uniti, Long Island (New York), Nassau Coliseum
- 5 febbraio,  Stati Uniti, New York, CBGB
- 8 febbraio,  Stati Uniti, Dover (New Jersey)
- 10 febbraio,  Stati Uniti, Poughkeepsie (New York)
- 16 febbraio,  Stati Uniti, Los Angeles (California), Whisky a Go Go
- 17 febbraio,  Stati Uniti, Los Angeles (California), Whisky a Go Go
- 18 febbraio,  Stati Uniti, Los Angeles (California), Whisky a Go Go
- 19 febbraio,  Stati Uniti, Los Angeles (California), Whisky a Go Go
- 20 febbraio,  Stati Uniti, Los Angeles (California), Whisky a Go Go
- 22 febbraio,  Stati Uniti, San Francisco (California)
- 23 febbraio,  Stati Uniti, San Francisco (California)
- 24 febbraio,  Stati Uniti, San Jose (California)
- 25 febbraio,  Stati Uniti, Berkeley (California)
- 26 febbraio,  Stati Uniti, Berkeley (California)
- 28 febbraio,  Stati Uniti, Palo Alto (California)
- 2 marzo,  Stati Uniti, Sacramento (California)
- 4 marzo,  Stati Uniti, Bremerton (Washington)
- 5 marzo,  Stati Uniti, Aberdeen (Washington)
- 6 marzo,  Stati Uniti, Seattle (Washington)
- 10 marzo,  Stati Uniti, Encinitas (California)
- 11 marzo,  Stati Uniti, San Bernardino (California)
- 12 marzo,  Stati Uniti, San Diego (California)
- 13 marzo,  Stati Uniti, Norwalk (California)
- 15 marzo,  Stati Uniti, Denver, (Colorado)
- 16 marzo,  Stati Uniti, Denver, (Colorado)
- 25 marzo,  Stati Uniti, Buffalo (New York), Università di Buffalo
- 26 marzo,  Stati Uniti, Countryside (Illinois)
- 27 marzo,  Stati Uniti, Detroit (Michigan)
- 28 marzo,  Stati Uniti, Ann Arbor (Michigan)
- 31 marzo,  Stati Uniti, New York, CBGB
- 1º aprile,  Stati Uniti, New York, CBGB
- 2 aprile,  Stati Uniti, New York, CBGB
- 3 aprile,  Stati Uniti, New York, CBGB
- 8 aprile,  Stati Uniti, Westport (Connecticut),
- 9 aprile,  Stati Uniti, Filadelfia (Pennsylvania),
- 10 aprile,  Stati Uniti, West Islip (New York)
- 13 aprile,  Stati Uniti, Roslyn (New York), My Father's Place
- 14 aprile,  Stati Uniti, Roslyn (New York), My Father's Place
- 15 aprile,  Stati Uniti, Salisbury (Massachusetts)
- 16 aprile,  Stati Uniti, Salisbury (Massachusetts)
- 17 aprile,  Stati Uniti, Boston (Massachusetts)
- 20 aprile,  Stati Uniti, New York, CBGB
- 24 aprile,  Svizzera, Zurigo
- 27 aprile,  Svizzera, Ginevra
- 28 aprile,  Francia, Lione
- 30 aprile,  Francia, Le Havre
- 2 maggio,  Francia, Parigi
- 3 maggio,  Francia, Orléans
- 4 maggio,  Francia, Lilla
- 5 maggio,  Belgio, Bruxelles
- 6 maggio,  Paesi Bassi, Amsterdam
- 7 maggio,  Paesi Bassi, Eindhoven
- 8 maggio,  Paesi Bassi, Groninga
- 10 maggio,  Paesi Bassi, Rotterdam
- 11 maggio,  Paesi Bassi, Utrecht
- 12 maggio,  Danimarca, Copenaghen
- 15 maggio,  Svezia, Stoccolma
- 16 maggio,  Finlandia, Helsinki
- 17 maggio,  Finlandia, Tampere
- 19 maggio,  Inghilterra, Liverpool
- 20 maggio,  Inghilterra, Leeds
- 20 maggio,  Scozia, Glasgow
- 21 maggio,  Scozia, Glasgow
- 22 maggio,  Inghilterra, Manchester
- 23 maggio,  Inghilterra, Doncaster
- 24 maggio,  Inghilterra, Birmingham
- 26 maggio,  Inghilterra, Aylesbury
- 28 maggio,  Inghilterra, Slough
- 29 maggio,  Inghilterra, Croydon
- 30 maggio,  Inghilterra, Bristol
- 31 maggio,  Inghilterra, Swindon
- 1º giugno,  Inghilterra, Plymouth
- 2 giugno,  Inghilterra, Penzance
- 4 giugno,  Inghilterra, Canterbury
- 5 giugno,  Inghilterra, Londra
- 6 giugno,  Inghilterra, Londra
- 9 giugno,  Stati Uniti, New York, CBGB
- 10 giugno,  Stati Uniti, New York, CBGB
- 11 giugno,  Stati Uniti, New York, CBGB
- 17 giugno,  Canada, Toronto,
- 18 giugno,  Canada, Toronto,
- 21 giugno,  Stati Uniti, Countryside (Illinois), Countryside Civic Center
- 23 giugno,  Stati Uniti, Madison (Wisconsin), El Tejon
- 24 giugno,  Stati Uniti, Waukesha (Wisconsin)
- 26 giugno,  Stati Uniti, Ann Arbor (Michigan)
- 28 giugno,  Stati Uniti, Cincinnati (Ohio)
- 29 giugno,  Stati Uniti, Waukegan (Illinois)
- 30 giugno,  Stati Uniti, Rockford (Illinois)
- 1º luglio,  Stati Uniti, Minneapolis (Minnesota)
- 2 luglio,  Stati Uniti, Minneapolis (Minnesota)
- 4 luglio,  Stati Uniti, Milwaukee (Wisconsin)
- 6 luglio,  Stati Uniti, Chicago (Illinois)
- 8 luglio,  Stati Uniti, Lebanon (Illinois)
- 14 luglio,  Stati Uniti, Austin (Texas)
- 15 luglio,  Stati Uniti, Houston (Texas)
- 16 luglio,  Stati Uniti, Houston (Texas)
- 18 luglio,  Stati Uniti, San Antonio (Texas)
- 20 luglio,  Stati Uniti, Killeen (Texas)
- 24 luglio,  Stati Uniti, Dallas (Texas)
- 28 luglio,  Stati Uniti, Huntington Beach (California)
- 30 luglio,  Stati Uniti, San Francisco (California), Winterland
- 4 agosto,  Stati Uniti, Seattle (Washington)
- 5 agosto,  Stati Uniti, Portland (Oregon)
- 6 agosto,  Canada, Vancouver
- 10 agosto,  Stati Uniti, Los Angeles (California), The Whisky
- 1º ottobre,  Stati Uniti, Dover (New Jersey)
- 4 ottobre,  Stati Uniti, Waterbury (Connecticut), Palace Theater
- 6 ottobre,  Stati Uniti, New York, Palladium
- 8 ottobre,  Canada, Montréal
- 9 ottobre,  Canada, Toronto
- 11 ottobre,  Stati Uniti, Washington
- 12 ottobre,  Stati Uniti, Filadelfia (Pennsylvania),
- 15 ottobre,  Stati Uniti, Baltimora (Maryland)
- 19 ottobre,  Stati Uniti, Cleveland (Ohio),
- 20 ottobre,  Stati Uniti, Detroit (Michigan), Cobo Hall
- 21 ottobre,  Stati Uniti, Los Angeles (California), The Whisky
- 22 ottobre,  Stati Uniti, Chicago (Illinois)
- 27 ottobre,  Stati Uniti, New York, CBGB
- 28 ottobre,  Stati Uniti, New York, CBGB
- 29 ottobre,  Stati Uniti, New York, CBGB
- 30 ottobre,  Stati Uniti, New York, CBGB
- 5 novembre,  Stati Uniti, Providence (Rhode Island), Università Brown
- 7 novembre,  Stati Uniti, Poughkeepsie (New York)
- 8 novembre,  Stati Uniti, Filadelfia (Pennsylvania),
- 11 novembre,  Stati Uniti, Pittsburgh (Pennsylvania)
- 12 novembre,  Stati Uniti, Pittsburgh (Pennsylvania)
- 14 novembre,  Stati Uniti, Utica (New York)
- 15 novembre,  Stati Uniti, Providence (Rhode Island), Università Brown
- 16 novembre,  Stati Uniti, Amherst (Massachusetts)
- 18 novembre,  Stati Uniti, Boston (Massachusetts), Orpheum
- 19 novembre,  Stati Uniti, Passaic (New Jersey), Capitol Theatre
- 17 dicembre,  Inghilterra, Carlisle
- 18 dicembre,  Scozia, Edimburgo
- 19 dicembre,  Scozia, Glasgow
- 20 dicembre,  Inghilterra, Newcastle
- 21 dicembre,  Inghilterra, Manchester
- 23 dicembre,  Inghilterra, Cambridge
- 28 dicembre,  Inghilterra, Birmingham
- 29 dicembre,  Inghilterra, Stoke-on-Trent
- 30 dicembre,  Inghilterra, Aylesbury
- 31 dicembre,  Inghilterra, Londra, Rainbow Theatre, recorded for live album

## 1978
- 1º gennaio,  Inghilterra, Londra, Rainbow Theatre
- 5 gennaio,  Stati Uniti, New Haven (Connecticut),
- 6 gennaio,  Stati Uniti, Hartford (Connecticut),
- 7 gennaio,  Stati Uniti, New York, Palladium
- 9 gennaio,  Stati Uniti, Dover (New Jersey)
- 13 gennaio,  Stati Uniti, Buffalo (New York)
- 14 gennaio,  Stati Uniti, Detroit (Michigan)
- 15 gennaio,  Stati Uniti, Youngstown (Ohio)
- 16 gennaio,  Stati Uniti, Cleveland (Ohio),
- 18 gennaio,  Stati Uniti, Madison (Wisconsin)
- 19 gennaio,  Stati Uniti, Milwaukee (Wisconsin)
- 20 gennaio,  Stati Uniti, Chicago (Illinois)
- 21 gennaio,  Stati Uniti, Minneapolis (Minnesota)
- 23 gennaio,  Stati Uniti, Kansas City (Kansas)
- 27 gennaio,  Stati Uniti, Santa Monica, Civic Center
- 30 gennaio,  Stati Uniti, San Francisco (California)
- 31 gennaio,  Stati Uniti, San Francisco (California)
- 2 febbraio,  Stati Uniti, Eugene (Oregon)
- 3 febbraio,  Stati Uniti, Seattle (Washington)
- 4 febbraio,  Stati Uniti, Portland (Oregon)
- 7 febbraio,  Stati Uniti, San Diego (California)
- 8 febbraio,  Stati Uniti, Phoenix (Arizona)
- 10 febbraio,  Stati Uniti, Albuquerque (Nuovo Messico)
- 12 febbraio,  Stati Uniti, Tulsa (Oklahoma)
- 14 febbraio,  Stati Uniti, San Antonio (Texas)
- 17 febbraio,  Stati Uniti, Austin (Texas)
- 18 febbraio,  Stati Uniti, Fort Worth (Texas)
- 19 febbraio,  Stati Uniti, Houston (Texas)
- 21 febbraio,  Stati Uniti, New Orleans (Louisiana)
- 22 febbraio,  Stati Uniti, Baton Rouge (Louisiana)
- 25 febbraio,  Stati Uniti, Atlanta (Georgia)
- 27 febbraio,  Stati Uniti, Charlotte (Carolina del Nord)
- 2 marzo,  Stati Uniti, Orlando (Florida)
- 3 marzo,  Stati Uniti, Miami (Florida)
- 6 marzo,  Stati Uniti, Belleville (Illinois)
- 8 marzo,  Stati Uniti, Ann Arbor (Michigan)
- 9 marzo,  Stati Uniti, Columbus (Ohio)
- 10 marzo,  Stati Uniti, Cincinnati (Ohio)
- 12 marzo,  Stati Uniti, Champaign (Illinois)
- 13 marzo,  Stati Uniti, Akron (Ohio)
- 15 marzo,  Stati Uniti, Norfolk (Virginia)
- 17 marzo,  Stati Uniti, Baltimora (Maryland)
- 18 marzo,  Stati Uniti, Filadelfia (Pennsylvania),
- 19 marzo,  Stati Uniti, Washington
- 21 marzo,  Stati Uniti, Boston (Massachusetts)
- 22 marzo,  Stati Uniti, Boston (Massachusetts)
- 24 marzo,  Stati Uniti, Hempstead (New York)
- 25 marzo,  Stati Uniti, Passaic (New Jersey), Capitol Theatre
- 31 marzo,  Stati Uniti, Syracuse (New York)
- 1º aprile,  Stati Uniti, Yatesboro (Pennsylvania)
- 2 aprile,  Stati Uniti, Jamestown (New York)
- 4 aprile,  Canada, Toronto,
- 5 aprile,  Canada, Toronto,
- 16 aprile,  Stati Uniti, Trenton (New Jersey)
- 20 aprile,  Stati Uniti, Rochester (New York)
- 21 aprile,  Stati Uniti, Wilkes-Barre (Pennsylvania)
- 23 aprile,  Stati Uniti, Toledo (Ohio)
- 24 aprile,  Stati Uniti, Lansing (Michigan)
- 25 aprile,  Stati Uniti, Indianapolis (Indiana)
- 27 aprile,  Stati Uniti, Sunderland (Massachusetts)
- 29 aprile,  Stati Uniti, Willimantic (Connecticut)
- 4 maggio,  Stati Uniti, New York, CBGB, Last Tommy Show
- 29 giugno,  Stati Uniti, Poughkeepsie (New York), First Marky Show
- 1º luglio,  Stati Uniti, New Brunswick (New Jersey)
- 2 luglio,  Stati Uniti, Greenwood Lake (New York)
- 5 luglio,  Stati Uniti, Roslyn (New York)
- 7 luglio,  Stati Uniti, Boston (Massachusetts)
- 8 luglio,  Stati Uniti, Boston (Massachusetts)
- 9 luglio,  Stati Uniti, Boston (Massachusetts)
- 10 luglio,  Stati Uniti, Providence (Rhode Island)
- 12 luglio,  Stati Uniti, Portland (Maine)
- 16 luglio,  Stati Uniti, Youngstown (Ohio)
- 17 luglio,  Stati Uniti, Lansing (Michigan)
- 19 luglio,  Stati Uniti, Flint (Michigan)
- 21 luglio,  Stati Uniti, Columbus (Ohio)
- 23 luglio,  Stati Uniti, Cincinnati (Ohio)
- 25 luglio,  Stati Uniti, Palatine (Illinois)
- 26 luglio,  Stati Uniti, Madison (Wisconsin)
- 27 luglio,  Stati Uniti, DeKalb (Illinois)
- 29 luglio,  Stati Uniti, Kansas City (Kansas)
- 30 luglio,  Stati Uniti, Springfield (Missouri)
- 31 luglio,  Stati Uniti, St. Louis (Missouri)
- 1º agosto,  Stati Uniti, Champaign (Illinois)
- 2 agosto,  Stati Uniti, Highwood (Illinois)
- 5 agosto,  Stati Uniti, Asbury Park (New Jersey),
- 11 agosto,  Stati Uniti, New York, Hurrah, audition for movie
- 12 agosto,  Stati Uniti, New York, Hurrah, audition for movie
- 13 agosto,  Stati Uniti, New York, Hurrah, audition for movie
- 18 agosto,  Stati Uniti, Dover (New Hampshire)
- 19 agosto,  Stati Uniti, Willimantic (Connecticut)
- 21 agosto,  Stati Uniti, New Haven (Connecticut)
- 26 agosto,  Stati Uniti, New Brunswick (New Jersey)
- 5 settembre,  Finlandia, Helsinki
- 7 settembre,  Svezia, Stoccolma
- 8 settembre,  Svezia, Malmö
- 9 settembre,  Svezia, Ronneby
- 11 settembre,  Germania, Amburgo
- 12 settembre,  Germania, Berlino
- 14 settembre,  Belgio, Bruxelles
- 15 settembre,  Paesi Bassi, Amsterdam
- 16 settembre,  Paesi Bassi, Arnhem
- 18 settembre,  Francia, Parigi
- 23 settembre,  Irlanda del Nord, Belfast
- 24 settembre,  Irlanda, Dublino
- 26 settembre,  Inghilterra, Bristol
- 28 settembre,  Inghilterra, Newcastle upon Tyne
- 29 settembre,  Inghilterra, Manchester
- 30 settembre,  Inghilterra, Birmingham
- 2 ottobre,  Inghilterra, Londra
- 3 ottobre,  Galles, Cardiff
- 4 ottobre,  Inghilterra, Leeds
- 5 ottobre,  Inghilterra, Coventry
- 6 ottobre,  Scozia, Edimburgo
- 7 ottobre,  Scozia, Glasgow
- 19 ottobre,  Stati Uniti, New Haven (Connecticut)
- 21 ottobre,  Stati Uniti, Queens, Queens College
- 22 ottobre,  Stati Uniti, Providence (Rhode Island)
- 23 ottobre,  Stati Uniti, Filadelfia
- 25 ottobre,  Stati Uniti, Albany (New York)
- 26 ottobre,  Stati Uniti, Amherst (Massachusetts)
- 28 ottobre,  Stati Uniti, Richmond (Virginia)
- 12 novembre,  Stati Uniti, Raleigh (Carolina del Nord)
- 13 novembre,  Stati Uniti, Atlanta (Georgia)
- 15 novembre,  Stati Uniti, Highwood (Illinois)
- 17 novembre,  Stati Uniti, Omaha (Nebraska)
- 18 novembre,  Stati Uniti, Saint Paul (Minnesota)
- 1º dicembre,  Stati Uniti, San Bernardino (California)
- 2 dicembre,  Stati Uniti, Stockton (California)
- 4 dicembre,  Stati Uniti, Long Beach (California)
- 5 dicembre,  Stati Uniti, Phoenix (Arizona)
- 14 dicembre,  Stati Uniti, West Hollywood (California), Roxy Theatre, three performances filmed for movie
- 15 dicembre,  Stati Uniti, San Diego (California)
- 18 dicembre,  Stati Uniti, Costa Mesa (California)
- 24 dicembre,  Stati Uniti, Los Angeles (California), Whisky a Go Go
- 25 dicembre,  Stati Uniti, Los Angeles (California), Whisky a Go Go
- 27 dicembre,  Stati Uniti, Los Angeles (California), Whisky a Go Go
- 28 dicembre,  Stati Uniti, San Francisco (California)
- 29 dicembre,  Stati Uniti, Reno (Nevada)
- 30 dicembre,  Stati Uniti, Santa Cruz (California)
- 31 dicembre,  Stati Uniti, San Jose (California)

## 1979
- 3 gennaio,  Stati Uniti, Portland (Oregon)
- 4 gennaio,  Stati Uniti, Seattle (Washington)
- 5 gennaio,  Stati Uniti, Seattle (Washington)
- 6 gennaio,  Canada, Vancouver
- 9 gennaio,  Stati Uniti, Boise (Idaho)
- 10 gennaio,  Stati Uniti, Idaho Falls (Idaho)
- 11 gennaio,  Stati Uniti, Salt Lake City (Utah)
- 13 gennaio,  Stati Uniti, Boulder (Colorado)
- 14 gennaio,  Stati Uniti, Boulder (Colorado)
- 18 gennaio,  Stati Uniti, Dallas (Texas)
- 19 gennaio,  Stati Uniti, Austin (Texas)
- 20 gennaio,  Stati Uniti, San Antonio (Texas)
- 21 gennaio,  Stati Uniti, Houston (Texas)
- 23 gennaio,  Stati Uniti, Lafayette (Louisiana)
- 24 gennaio,  Stati Uniti, New Orleans (Louisiana)
- 25 gennaio,  Stati Uniti, Baton Rouge (Louisiana)
- 26 gennaio,  Stati Uniti, Lake Charles (Louisiana)
- 28 gennaio,  Stati Uniti, Nashville (Tennessee)
- 29 gennaio,  Stati Uniti, Birmingham (Alabama)
- 30 gennaio,  Stati Uniti, Atlanta (Georgia)
- 31 gennaio,  Stati Uniti, Raleigh (Carolina del Nord)
- 2 febbraio,  Stati Uniti, College Park (Maryland)
- 4 febbraio,  Stati Uniti, Baltimora (Maryland)
- 6 febbraio,  Canada, Toronto
- 7 febbraio,  Canada, Toronto
- 8 febbraio,  Stati Uniti, Buffalo (New York)
- 10 febbraio,  Stati Uniti, Passaic (New Jersey), Capitol Theatre
- 14 febbraio,  Stati Uniti, Shelton (Connecticut)
- 15 febbraio,  Stati Uniti, Sunderland (Massachusetts)
- 16 febbraio,  Stati Uniti, New Brunswick (New Jersey)
- 17 febbraio,  Stati Uniti, Providence (Rhode Island)
- 23 febbraio,  Stati Uniti, Toledo (Ohio)
- 24 febbraio,  Stati Uniti, Chicago (Illinois)
- 25 febbraio,  Stati Uniti, Detroit (Michigan)
- 26 febbraio,  Stati Uniti, Ann Arbor (Michigan)
- 27 febbraio,  Stati Uniti, Cleveland (Ohio),
- 28 febbraio,  Stati Uniti, Cincinnati (Ohio)
- 1º marzo,  Stati Uniti, Columbus (Ohio)
- 3 marzo,  Stati Uniti, Boston (Massachusetts)
- 4 marzo,  Stati Uniti, Hartford (Connecticut)
- 6 marzo,  Stati Uniti, Pittsburgh (Pennsylvania)
- 7 marzo,  Stati Uniti, Pittsburgh (Pennsylvania)
- 9 marzo,  Stati Uniti, New York, Palladium
- 22 marzo,  Stati Uniti, West Orange (New Jersey)
- 23 marzo,  Stati Uniti, Princeton (New Jersey)
- 24 marzo,  Stati Uniti, Browns Mill (New Jersey)
- 25 marzo,  Stati Uniti, Asbury Park (New Jersey)
- 29 marzo,  Stati Uniti, Dover (New Jersey)
- 30 marzo,  Stati Uniti, New York, Columbia University
- 31 marzo,  Stati Uniti, Jamesburg (New Jersey)
- 6 aprile,  Stati Uniti, Roslyn (New York)
- 7 aprile,  Stati Uniti, Roslyn (New York)
- 8 aprile,  Stati Uniti, New Brunswick (New Jersey)
- 10 aprile,  Stati Uniti, New York, CBGB
- 8 giugno,  Stati Uniti, San Francisco (California)
- 16 giugno,  Stati Uniti, Dover (New Jersey)
- 17 giugno,  Stati Uniti, New Haven (Connecticut)
- 19 giugno,  Stati Uniti, Amityville (New York)
- 21 giugno,  Stati Uniti, West Orange (New Jersey)
- 22 giugno,  Stati Uniti, Asbury Park (New Jersey)
- 23 giugno,  Stati Uniti, Browns Mill (New Jersey)
- 24 giugno,  Stati Uniti, Allentown (Pennsylvania)
- 26 giugno,  Stati Uniti, Staten Island (New York)
- 27 giugno,  Stati Uniti, Staten Island (New York)
- 29 giugno,  Stati Uniti, Boston (Massachusetts)
- 30 giugno,  Stati Uniti, Boston (Massachusetts)
- 2 luglio,  Canada, Toronto, Exhibition Stadium
- 5 luglio,  Stati Uniti, Poughkeepsie (New York)
- 6 luglio,  Stati Uniti, Syracuse (New York)
- 7 luglio,  Stati Uniti, Rochester (New York)
- 8 luglio,  Stati Uniti, Albany (New York)
- 11 luglio,  Canada, Toronto,
- 12 luglio,  Canada, Toronto,
- 13 luglio,  Canada, Montréal,
- 14 luglio,  Canada, Montréal,
- 19 luglio,  Stati Uniti, Roslyn (New York)
- 20 luglio,  Stati Uniti, Roslyn (New York)
- 21 luglio,  Stati Uniti, Roslyn (New York)
- 22 luglio,  Stati Uniti, Taunton (Massachusetts)
- 26 luglio,  Stati Uniti, Washington
- 27 luglio,  Stati Uniti, Baltimora (Maryland)
- 29 luglio,  Stati Uniti, Ocean City (Maryland)
- 30 luglio,  Stati Uniti, Virginia Beach (Virginia)
- 31 luglio,  Stati Uniti, Raleigh (Carolina del Nord)
- 3 agosto,  Stati Uniti, Hartford (Connecticut)
- 4 agosto,  Stati Uniti, Brooklyn (New York)
- 6 agosto,  Stati Uniti, New York, Central Park
- 8 agosto,  Stati Uniti, Asbury Park (New Jersey)
- 9 agosto,  Stati Uniti, Dover (New Jersey)
- 11 agosto,  Stati Uniti, Amityville (New York)
- 12 agosto,  Stati Uniti, Amityville (New York)
- 13 agosto,  Stati Uniti, Port Chester (New York)
- 11 settembre,  Stati Uniti, Albany (New York)
- 14 settembre,  Stati Uniti, Port Chester (New York)
- 15 settembre,  Stati Uniti, Port Chester (New York)
- 18 settembre,  Stati Uniti, Wayne (New Jersey)
- 22 settembre,  Stati Uniti, Cookstown (New Jersey)
- 27 settembre,  Stati Uniti, Long Island (New York), C.W. Post College
- 28 settembre,  Stati Uniti, Brooklyn (New York)
- 29 settembre,  Stati Uniti, Brooklyn (New York)
- 30 settembre,  Stati Uniti, New Haven (Connecticut)
- 2 ottobre,  Stati Uniti, Bergenfield (New Jersey)
- 3 ottobre,  Stati Uniti, Wayne (New Jersey)
- 4 ottobre,  Stati Uniti, West Orange (New Jersey)
- 6 ottobre,  Stati Uniti, Boston (Massachusetts)
- 7 ottobre,  Stati Uniti, New York, Hotel Diplomat
- 8 ottobre,  Stati Uniti, Queens, Queens College
- 9 ottobre,  Stati Uniti, Filadelfia
- 11 ottobre,  Stati Uniti, Dayton (Ohio)
- 12 ottobre,  Stati Uniti, Galesburg (Illinois)
- 13 ottobre,  Stati Uniti, Evanston (Illinois)
- 14 ottobre,  Stati Uniti, Grand Rapids (Michigan)
- 15 ottobre,  Stati Uniti, Chicago (Illinois)
- 17 ottobre,  Stati Uniti, Marietta (Ohio)
- 18 ottobre,  Stati Uniti, Detroit (Michigan)
- 19 ottobre,  Stati Uniti, Chicago (Illinois)
- 20 ottobre,  Stati Uniti, Milwaukee (Wisconsin)
- 23 ottobre,  Stati Uniti, Denver (Colorado)
- 26 ottobre,  Stati Uniti, Davis (California), University of California
- 27 ottobre,  Stati Uniti, Oakland (California)
- 28 ottobre,  Stati Uniti, Los Angeles (California), UCLA
- 29 ottobre,  Stati Uniti, Los Angeles (California), UCLA
- 31 ottobre,  Stati Uniti, San Diego (California)
- 2 novembre,  Stati Uniti, Costa Mesa (California)
- 4 novembre,  Stati Uniti, Irvine (California)
- 5 novembre,  Stati Uniti, Claremont (California)
- 6 novembre,  Stati Uniti, Garden Grove (California)
- 8 novembre,  Stati Uniti, Tucson (Arizona)
- 9 novembre,  Stati Uniti, El Paso (Texas)
- 11 novembre,  Stati Uniti, Lubbock (Texas)
- 13 novembre,  Stati Uniti, Austin (Texas)
- 14 novembre,  Stati Uniti, Dallas (Texas)
- 16 novembre,  Stati Uniti, Houston (Texas)
- 18 novembre,  Stati Uniti, New Orleans (Louisiana)
- 20 novembre,  Stati Uniti, Birmingham (Alabama)
- 22 novembre,  Stati Uniti, Atlanta (Georgia)
- 23 novembre,  Stati Uniti, Nashville (Tennessee)
- 24 novembre,  Stati Uniti, Memphis (Tennessee)
- 26 novembre,  Stati Uniti, St. Louis (Missouri)
- 27 novembre,  Stati Uniti, Madison (Wisconsin), Headliners
- 28 novembre,  Stati Uniti, Minneapolis (Minnesota)
- 30 novembre,  Stati Uniti, Milwaukee (Wisconsin)
- 1º dicembre,  Stati Uniti, Cincinnati (Ohio)
- 4 dicembre,  Stati Uniti, Ann Arbor (Michigan)
- 5 dicembre,  Stati Uniti, Bloomington (Indiana)
- 6 dicembre,  Stati Uniti, Indianapolis (Indiana)
- 8 dicembre,  Stati Uniti, Carlisle (Pennsylvania)
- 10 dicembre,  Stati Uniti, Lowell (Massachusetts)
- 11 dicembre,  Stati Uniti, New Haven (Connecticut)
- 13 dicembre,  Stati Uniti, West Islip (New York)
- 21 dicembre,  Stati Uniti, Hartford (Connecticut)
- 28 dicembre,  Stati Uniti, Dover (New Jersey)
- 29 dicembre,  Stati Uniti, Freeport (New York)
- 31 dicembre,  Stati Uniti, New York, Palladium

## 1980
- 6 gennaio,  Stati Uniti, Port Chester (New York)
- 16 gennaio,  Inghilterra, Brighton
- 17 gennaio,  Inghilterra, Leicester
- 18 gennaio,  Inghilterra, Cambridge
- 19 gennaio,  Inghilterra, Norwich
- 21 gennaio,  Inghilterra, Exeter
- 22 gennaio,  Galles, Cardiff
- 23 gennaio,  Inghilterra, Aylesbury
- 24 gennaio,  Inghilterra, Portsmouth
- 26 gennaio,  Inghilterra, Leeds
- 27 gennaio,  Scozia, Edimburgo
- 28 gennaio,  Scozia, Glasgow
- 29 gennaio,  Inghilterra, Newcastle
- 1º febbraio,  Inghilterra, Manchester
- 2 febbraio,  Inghilterra, Lancaster
- 3 febbraio,  Inghilterra, Sheffield
- 4 febbraio,  Inghilterra, Birmingham
- 6 febbraio,  Inghilterra, Bournemouth
- 7 febbraio,  Inghilterra, Bristol
- 8 febbraio,  Inghilterra, Colchester
- 9 febbraio,  Inghilterra, Londra
- 11 febbraio,  Paesi Bassi, Amsterdam
- 12 febbraio,  Belgio, Bruxelles
- 14 febbraio,  Italia, Reggio Emilia
- 15 febbraio,  Italia, Udine
- 16 febbraio,  Italia, Milano
- 18 febbraio,  Italia, Torino
- 20 febbraio,  Francia, Parigi
- 22 febbraio,  Inghilterra, Londra
- 23 febbraio,  Inghilterra, Londra
- 6 marzo,  Stati Uniti, Asbury Park (New Jersey)
- 7 marzo,  Stati Uniti, Cherry Hill
- 8 marzo,  Stati Uniti, Cherry Hill
- 21 marzo,  Canada, Toronto
- 22 marzo,  Canada, Toronto
- 23 marzo,  Stati Uniti, Detroit (Michigan)
- 24 marzo,  Stati Uniti, Cleveland (Ohio),
- 26 marzo,  Stati Uniti, Columbus (Ohio)
- 28 marzo,  Stati Uniti, Atlanta (Georgia)
- 29 marzo,  Stati Uniti, Atlanta (Georgia)
- 30 marzo,  Stati Uniti, Gainesville (Florida)
- 31 marzo,  Stati Uniti, Birmingham (Alabama)
- 1º aprile,  Stati Uniti, New Orleans (Louisiana)
- 3 aprile,  Stati Uniti, Austin (Texas)
- 4 aprile,  Stati Uniti, Houston (Texas)
- 5 aprile,  Stati Uniti, Dallas (Texas)
- 7 aprile,  Stati Uniti, Phoenix (Arizona)
- 8 aprile,  Stati Uniti, San Diego (California)
- 10 aprile,  Stati Uniti, Los Angeles (California)
- 11 aprile,  Stati Uniti, Santa Cruz (California)
- 12 aprile,  Stati Uniti, San Francisco (California)
- 13 aprile,  Stati Uniti, Palo Alto (California)
- 15 aprile,  Stati Uniti, Berkeley (California)
- 21 aprile,  Canada, Vancouver
- 22 aprile,  Canada, Vancouver
- 24 aprile,  Stati Uniti, Pocatello (Idaho)
- 26 aprile,  Stati Uniti, Boulder (Colorado)
- 27 aprile,  Stati Uniti, Denver (Colorado)
- 29 aprile,  Stati Uniti, Omaha (Nebraska)
- 1º maggio,  Stati Uniti, DeKalb (Illinois)
- 2 maggio,  Stati Uniti, Champaign (Illinois)
- 3 maggio,  Stati Uniti, Lansing (Michigan)
- 4 maggio,  Stati Uniti, Chicago (Illinois)
- 6 maggio,  Stati Uniti, Carbondale (Illinois)
- 8 maggio,  Stati Uniti, Milwaukee (Wisconsin)
- 9 maggio,  Stati Uniti, Chicago (Illinois)
- 10 maggio,  Stati Uniti, Grinnell (Iowa)
- 11 maggio,  Stati Uniti, Minneapolis (Minnesota)
- 13 maggio,  Stati Uniti, Chicago (Illinois)
- 14 maggio,  Stati Uniti, Chicago (Illinois)
- 15 maggio,  Stati Uniti, Chicago (Illinois)
- 16 maggio,  Stati Uniti, Chicago (Illinois)
- 17 maggio,  Stati Uniti, Chicago (Illinois)
- 20 maggio,  Inghilterra, Londra
- 21 maggio,  Canada, Burlington (Canada)
- 23 maggio,  Canada, Montréal
- 25 maggio,  Canada, Toronto
- 26 maggio,  Canada, Guelph
- 27 maggio,  Canada, Ottawa
- 29 maggio,  Stati Uniti, Albany (New York)
- 30 maggio,  Stati Uniti, Hartford (Connecticut)
- 31 maggio,  Stati Uniti, Lynn (Massachusetts)
- 2 giugno,  Stati Uniti, Boston (Massachusetts)
- 3 giugno,  Stati Uniti, Boston (Massachusetts)
- 4 giugno,  Stati Uniti, Boston (Massachusetts)
- 5 giugno,  Stati Uniti, Staten Island (New York)
- 6 giugno,  Stati Uniti, Jackson (New Jersey), Six Flags Great Adventure
- 8 giugno,  Stati Uniti, College Park (Maryland)
- 10 giugno,  Stati Uniti, Tampa (Florida)
- 11 giugno,  Stati Uniti, Hallandale Beach (Florida)
- 12 giugno,  Stati Uniti, Hallandale Beach (Florida)
- 15 giugno,  Stati Uniti, New York, Club 57
- 27 giugno,  Giappone, Tokyo
- 28 giugno,  Giappone, Tokyo
- 29 giugno,  Giappone, Tokyo
- 1º luglio,  Giappone, Nagoya
- 2 luglio,  Giappone, Kyoto
- 3 luglio,  Giappone, Osaka
- 4 luglio,  Giappone, Fukuoka
- 8 luglio,  Australia, Sydney
- 9 luglio,  Australia, Sydney
- 10 luglio,  Australia, Melbourne
- 11 luglio,  Australia, Adelaide
- 13 luglio,  Australia, Wollongong
- 14 luglio,  Australia, Sydney
- 15 luglio,  Australia, Sydney
- 16 luglio,  Australia, Canberra
- 18 luglio,  Australia, Brisbane
- 19 luglio,  Australia, Gold Coast
- 21 luglio,  Nuova Zelanda, Auckland
- 22 luglio,  Nuova Zelanda, Wellington
- 24 luglio,  Nuova Zelanda, Christchurch
- 7 agosto,  Stati Uniti, Long Branch (New Jersey)
- 8 agosto,  Stati Uniti, Asbury Park (New Jersey)
- 10 agosto,  Stati Uniti, Cherry Hill
- 11 agosto,  Stati Uniti, New York, Central Park
- 28 agosto,  Svezia, Stoccolma
- 30 agosto,  Norvegia, Oslo
- 31 agosto,  Svezia, Lund
- 1º settembre,  Danimarca, Copenaghen
- 3 settembre,  Germania, Berlino
- 4 settembre,  Germania, Hannover
- 6 settembre,  Belgio, Avelgem
- 7 settembre,  Paesi Bassi, Rotterdam
- 8 settembre,  Germania, Monaco di Baviera
- 9 settembre,  Svizzera, Zurigo
- 11 settembre,  Italia, Sanremo
- 12 settembre,  Italia, Genova
- 13 settembre,  Italia, Milano
- 14 settembre,  Italia, Roma
- 15 settembre,  Italia, Casalmaggiore
- 17 settembre,  Francia, Montpellier
- 19 settembre,  Spagna, Barcellona
- 22 settembre,  Portogallo, Porto
- 23 settembre,  Portogallo, Lisbona
- 24 settembre,  Portogallo, Lisbona
- 26 settembre,  Spagna, Madrid
- 27 settembre,  Spagna, San Sebastián
- 29 settembre,  Francia, Lione
- 30 settembre,  Francia, Parigi
- 2 ottobre,  Inghilterra, Londra
- 3 ottobre,  Inghilterra, Derby
- 4 ottobre,  Inghilterra, Manchester
- 5 ottobre,  Scozia, Edimburgo
- 6 ottobre,  Inghilterra, Liverpool
- 8 ottobre,  Irlanda, Dublino
- 9 ottobre,  Irlanda del Nord, Belfast
- 11 ottobre,  Inghilterra, Birmingham
- 12 ottobre,  Inghilterra, Canterbury
- 26 dicembre,  Stati Uniti, Cherry Hill
- 27 dicembre,  Stati Uniti, Staten Island (New York)
- 29 dicembre,  Stati Uniti, Dover (New Jersey)
- 31 dicembre,  Stati Uniti, Lido Beach (New York)

## 1981
- 3 gennaio,  Stati Uniti, Brooklyn (New York)
- 4 gennaio,  Stati Uniti, Rockaway (New York)
- 6 gennaio,  Stati Uniti, Boston (Massachusetts)
- 7 gennaio,  Stati Uniti, Providence (Rhode Island)
- 8 gennaio,  Stati Uniti, Hartford (Connecticut)
- 13 febbraio,  Stati Uniti, Filadelfia
- 14 febbraio,  Stati Uniti, Stony Brook (New York), Stony Brook University
- 16 febbraio,  Stati Uniti, New Paltz (New York)
- 19 febbraio,  Stati Uniti, New York, Bond's
- 20 febbraio,  Stati Uniti, New York, Bond's
- 21 febbraio,  Stati Uniti, New Brunswick (New Jersey)
- 27 febbraio,  Stati Uniti, South Orange (New Jersey), Seton Hall University
- 28 febbraio,  Stati Uniti, Ithaca (New York), Cornell University
- 3 luglio,  Stati Uniti, Hampton Beach (New Hampshire)
- 4 luglio,  Stati Uniti, Hampton Beach (New Hampshire)
- 5 luglio,  Stati Uniti, Hull (Massachusetts)
- 7 luglio,  Stati Uniti, Passaic (New Jersey)
- 9 luglio,  Stati Uniti, Lido Beach (New York)
- 10 luglio,  Stati Uniti, New York, Palladium
- 12 luglio,  Stati Uniti, Staten Island (New York)
- 13 luglio,  Stati Uniti, Wildwood (New Jersey)
- 14 luglio,  Stati Uniti, College Park (Maryland)
- 15 luglio,  Stati Uniti, Long Island (New York)
- 17 luglio,  Stati Uniti, New York, Palladium
- 18 luglio,  Stati Uniti, Roselle Park (New Jersey)
- 25 luglio,  Stati Uniti, Tampa (Florida)
- 26 luglio,  Stati Uniti, Miami (Florida)
- 27 luglio,  Stati Uniti, Miami (Florida)
- 28 luglio,  Stati Uniti, Miami (Florida)
- 29 luglio,  Stati Uniti, Orlando (Florida)
- 31 luglio,  Stati Uniti, Atlanta (Georgia), Agora Theatre and Ballroom
- 1º agosto,  Stati Uniti, Atlanta (Georgia), Agora Theatre and Ballroom
- 4 agosto,  Stati Uniti, Dallas (Texas)
- 5 agosto,  Stati Uniti, Houston (Texas)
- 6 agosto,  Stati Uniti, San Antonio (Texas)
- 7 agosto,  Stati Uniti, Austin (Texas)
- 9 agosto,  Stati Uniti, Denver (Colorado)
- 12 agosto,  Stati Uniti, Phoenix (Arizona)
- 13 agosto,  Stati Uniti, San Diego (California)
- 14 agosto,  Stati Uniti, Hollywood (California), Palladium
- 15 agosto,  Stati Uniti, Pasadena (California)
- 18 agosto,  Stati Uniti, San Francisco (California)
- 19 agosto,  Stati Uniti, Petaluma
- 20 agosto,  Stati Uniti, Santa Cruz (California)
- 21 agosto,  Stati Uniti, San Francisco (California)
- 27 agosto,  Stati Uniti, Islip (New York)
- 29 agosto,  Stati Uniti, New York, The Pier
- 3 settembre,  Stati Uniti, Albany (New York)
- 4 settembre,  Stati Uniti, Binghamton (New York)
- 5 settembre,  Stati Uniti, Saratoga Springs (New York)
- 9 settembre,  Stati Uniti, Mount Vernon (New York)
- 11 settembre,  Stati Uniti, Hartford (Connecticut)
- 12 settembre,  Stati Uniti, Cherry Hill
- 13 settembre,  Stati Uniti, New Haven (Connecticut)
- 14 settembre,  Stati Uniti, Providence (Rhode Island)
- 15 settembre,  Stati Uniti, Boston (Massachusetts)
- 17 settembre,  Stati Uniti, Rochester (New York)
- 18 settembre,  Canada, Toronto
- 19 settembre,  Stati Uniti, Detroit (Michigan)
- 20 settembre,  Stati Uniti, Detroit (Michigan)
- 22 settembre,  Stati Uniti, Cleveland (Ohio),
- 24 settembre,  Stati Uniti, Bloomington (Indiana)
- 25 settembre,  Stati Uniti, Chicago (Illinois)
- 26 settembre,  Stati Uniti, Twin Lakes (Wisconsin)
- 28 settembre,  Stati Uniti, Minneapolis (Minnesota)
- 29 settembre,  Stati Uniti, Madison (Wisconsin)
- 1º ottobre,  Stati Uniti, Champaign (Illinois)
- 2 ottobre,  Stati Uniti, Chicago (Illinois)
- 3 ottobre,  Stati Uniti, Chicago (Illinois)
- 4 ottobre,  Stati Uniti, Youngstown (Ohio)
- 5 ottobre,  Stati Uniti, Ann Arbor (Michigan)
- 7 ottobre,  Stati Uniti, Dayton (Ohio)
- 8 ottobre,  Stati Uniti, Columbus (Ohio)
- 10 ottobre,  Stati Uniti, Virginia Beach (Virginia), Marky missed cancelled
- 11 ottobre,  Stati Uniti, Washington
- 22 ottobre,  Inghilterra, Londra
- 24 ottobre,  Paesi Bassi, Amsterdam
- 27 ottobre,  Svezia, Stoccolma
- 28 ottobre,  Svezia, Lund
- 29 ottobre,  Danimarca, Copenaghen
- 1º novembre,  Germania, Aquisgrana
- 2 novembre,  Germania, Hannover
- 4 novembre,  Germania, Monaco di Baviera
- 6 novembre,  Italia, Milano
- 7 novembre,  Francia, Bordeaux
- 9 novembre,  Spagna, Barcellona
- 10 novembre,  Spagna, Valencia
- 11 novembre,  Spagna, Madrid
- 12 novembre,  Spagna, Madrid
- 13 novembre,  Spagna, La Coruña
- 15 novembre,  Spagna, San Sebastián
- 17 novembre,  Francia, Parigi
- 18 novembre,  Belgio, Bruxelles
- 19 novembre,  Inghilterra, Londra
- 26 novembre,  Stati Uniti, Trenton (New Jersey)
- 31 dicembre,  Stati Uniti, Lido Beach (New York)

## 1982
- 2 gennaio,  Stati Uniti, Hull (Massachusetts)
- 3 gennaio,  Stati Uniti, New Haven (Connecticut)
- 7 gennaio,  Stati Uniti, Passaic (New Jersey)
- 8 gennaio,  Stati Uniti, Pawcatuck (Connecticut)
- 9 gennaio,  Stati Uniti, Staten Island (New York)
- 22 gennaio,  Stati Uniti, Glen Cove (New York)
- 11 febbraio,  Stati Uniti, Boston (Massachusetts)
- 12 febbraio,  Stati Uniti, Delhi (New York)
- 13 febbraio,  Stati Uniti, Manchester (New Hampshire)
- 18 febbraio,  Stati Uniti, Newark (Delaware)
- 19 febbraio,  Stati Uniti, Fairfield (Connecticut)
- 20 febbraio,  Stati Uniti, Providence (Rhode Island)
- 21 febbraio,  Stati Uniti, Oswego (New York)
- 1º marzo,  Stati Uniti, Baltimora (Maryland)
- 6 marzo,  Stati Uniti, West Islip (New York)
- 13 marzo,  Stati Uniti, Buffalo (New York)
- 16 marzo,  Stati Uniti, Cleveland (Ohio),
- 17 marzo,  Stati Uniti, Detroit (Michigan)
- 25 marzo,  Stati Uniti, Albany (New York)
- 26 marzo,  Stati Uniti, Bear Mountain (New York)
- 27 marzo,  Stati Uniti, Mansfield (Pennsylvania)
- 3 aprile,  Stati Uniti, Madison (New Jersey)
- 4 aprile,  Stati Uniti, Framingham
- 14 aprile,  Stati Uniti, New York, Columbia University
- 16 aprile,  Stati Uniti, Millersville (Pennsylvania)
- 17 aprile,  Stati Uniti, Matawan (New Jersey)
- 18 aprile,  Stati Uniti, Saratoga Springs (New York)
- 21 aprile,  Stati Uniti, Montclair (New Jersey)
- 22 aprile,  Stati Uniti, Salem (Massachusetts)
- 23 aprile,  Stati Uniti, Cambridge (Massachusetts), Massachusetts Institute of Technology
- 24 aprile,  Stati Uniti, Waltham (Massachusetts), Brandeis University
- 25 aprile,  Stati Uniti, Glassboro (New Jersey)
- 27 aprile,  Stati Uniti, Virginia Beach (Virginia), makeup for canceled show
- 28 aprile,  Stati Uniti, Columbia (Carolina del Sud)
- 29 aprile,  Stati Uniti, Morgantown (Virginia Occidentale)
- 30 aprile,  Stati Uniti, New Rochelle (New York)
- 1º maggio,  Stati Uniti, Hempstead (New York), Hofstra University
- 2 maggio,  Stati Uniti, Newark (New Jersey)
- 6 maggio,  Stati Uniti, Fitchburg (Massachusetts)
- 7 maggio,  Stati Uniti, Hull (Massachusetts)
- 8 maggio,  Stati Uniti, Framingham
- 9 maggio,  Stati Uniti, Hampton Beach (New Hampshire)
- 14 maggio,  Stati Uniti, Trenton (New Jersey)
- 16 maggio,  Stati Uniti, Burlington (Vermont)
- 18 maggio,  Stati Uniti, Jersey City (New Jersey)
- 20 maggio,  Stati Uniti, Poughkeepsie (New York)
- 21 maggio,  Stati Uniti, Poughkeepsie (New York)
- 22 maggio,  Stati Uniti, Brooklyn (New York)
- 29 maggio,  Stati Uniti, Schenectady (New York)
- 30 maggio,  Stati Uniti, Tyngsborough (Massachusetts)
- 2 luglio,  Stati Uniti, Dover (New Jersey)
- 24 agosto,  Stati Uniti, Brooklyn (New York)
- 25 agosto,  Stati Uniti, Poughkeepsie (New York)
- 27 agosto,  Stati Uniti, Asbury Park (New Jersey)
- 28 agosto,  Stati Uniti, Hampton Beach (New Hampshire)
- 29 agosto,  Stati Uniti, East Hampton (New York)
- 3 settembre,  Stati Uniti, San Bernardino (California), US Festival
- 1º ottobre,  Stati Uniti, Providence (Rhode Island)
- 3 ottobre,  Stati Uniti, Washington
- 4 ottobre,  Stati Uniti, Virginia Beach (Virginia)
- 6 ottobre,  Stati Uniti, New Haven (Connecticut)
- 7 ottobre,  Stati Uniti, Hartford (Connecticut)
- 15 novembre,  Stati Uniti, Bangor (Maine)
- 16 novembre,  Stati Uniti, Boston (Massachusetts)
- 20 novembre,  Stati Uniti, Mount Vernon (New York)
- 21 novembre,  Stati Uniti, Hempstead (New York), Hofstra University
- 26 novembre,  Stati Uniti, Islip (New York)
- 27 novembre,  Stati Uniti, Islip (New York), Marky's Last Show

## 1983
- 13 febbraio,  Stati Uniti, Utica (New York), Richie´s First Show
- 17 febbraio,  Stati Uniti, Filadelfia
- 18 febbraio,  Stati Uniti, Poughkeepsie (New York)
- 19 febbraio,  Stati Uniti, Wellesley (Massachusetts)
- 20 febbraio,  Stati Uniti, Boston (Massachusetts)
- 24 febbraio,  Stati Uniti, Middlebury (Vermont)
- 12 marzo,  Stati Uniti, Southampton (New York)
- 13 marzo,  Stati Uniti, Danbury (Connecticut)
- 14 marzo,  Stati Uniti, Burlington (Vermont)
- 16 marzo,  Stati Uniti, Filadelfia
- 17 marzo,  Stati Uniti, Filadelfia
- 18 marzo,  Stati Uniti, Brooklyn (New York)
- 19 marzo,  Stati Uniti, Brooklyn (New York)
- 23 marzo,  Stati Uniti, Washington
- 24 marzo,  Stati Uniti, Washington
- 25 marzo,  Stati Uniti, New Haven (Connecticut)
- 26 marzo,  Stati Uniti, Hartford (Connecticut)
- 30 marzo,  Stati Uniti, Boston (Massachusetts)
- 31 marzo,  Stati Uniti, Amherst (Massachusetts)
- 8 aprile,  Stati Uniti, Atlanta (Georgia)
- 9 aprile,  Stati Uniti, New Orleans (Louisiana)
- 11 aprile,  Stati Uniti, Beaumont (Texas)
- 13 aprile,  Stati Uniti, Dallas (Texas)
- 14 aprile,  Stati Uniti, Houston (Texas)
- 15 aprile,  Stati Uniti, Austin (Texas)
- 16 aprile,  Stati Uniti, San Antonio (Texas)
- 19 aprile,  Stati Uniti, Las Cruces (Nuovo Messico)
- 20 aprile,  Stati Uniti, Phoenix (Arizona)
- 22 aprile,  Stati Uniti, Hollywood (California), Palladium
- 23 aprile,  Stati Uniti, San Diego (California), Jack Murphy Stadium
- 24 aprile,  Stati Uniti, Pasadena (California)
- 26 aprile,  Stati Uniti, Goleta (California)
- 27 aprile,  Stati Uniti, Santa Cruz (California)
- 28 aprile,  Stati Uniti, Palo Alto (California)
- 29 aprile,  Stati Uniti, San Francisco (California)
- 30 aprile,  Stati Uniti, Sacramento (California)
- 2 maggio,  Stati Uniti, Eugene (Oregon)
- 3 maggio,  Stati Uniti, Portland (Oregon)
- 4 maggio,  Stati Uniti, Seattle (Washington)
- 5 maggio,  Stati Uniti, Seattle (Washington)
- 6 maggio,  Canada, Vancouver
- 9 maggio,  Stati Uniti, Denver (Colorado)
- 11 maggio,  Stati Uniti, St. Louis (Missouri)
- 12 maggio,  Stati Uniti, Kansas City (Missouri)
- 13 maggio,  Stati Uniti, Wichita (Kansas)
- 15 maggio,  Stati Uniti, Minneapolis (Minnesota)
- 16 maggio,  Stati Uniti, Madison (Wisconsin)
- 17 maggio,  Stati Uniti, Milwaukee (Wisconsin)
- 19 maggio,  Stati Uniti, Chicago (Illinois)
- 20 maggio,  Stati Uniti, Chicago (Illinois)
- 21 maggio,  Stati Uniti, Cleveland (Ohio),
- 22 maggio,  Stati Uniti, Detroit (Michigan)
- 24 maggio,  Stati Uniti, Indianapolis (Indiana)
- 26 maggio,  Stati Uniti, Columbus (Ohio)
- 27 maggio,  Stati Uniti, Wheeling (Illinois)
- 28 maggio,  Stati Uniti, Evanston (Illinois), Northwestern University
- 29 maggio,  Stati Uniti, Chicago (Illinois), Università di Chicago
- 31 maggio,  Stati Uniti, Omaha (Nebraska)
- 1º giugno,  Stati Uniti, Des Moines (Iowa)
- 2 giugno,  Stati Uniti, Rockford (Illinois)
- 3 giugno,  Stati Uniti, Wausau
- 5 giugno,  Canada, Winnipeg
- 7 giugno,  Canada, Calgary
- 8 giugno,  Canada, Edmonton
- 10 giugno,  Canada, Toronto
- 12 giugno,  Stati Uniti, Ann Arbor (Michigan)
- 13 giugno,  Canada, Ottawa
- 14 giugno,  Canada, Montréal
- 20 giugno,  Stati Uniti, Virginia Beach (Virginia)
- 22 giugno,  Stati Uniti, Raleigh (Carolina del Nord)
- 23 giugno,  Stati Uniti, Columbia (Carolina del Sud)
- 24 giugno,  Stati Uniti, Hallandale Beach (Florida)
- 25 giugno,  Stati Uniti, Hallandale Beach (Florida)
- 26 giugno,  Stati Uniti, Saint Petersburg (Florida)
- 29 giugno,  Stati Uniti, Washington
- 30 giugno,  Stati Uniti, Washington
- 9 luglio,  Stati Uniti, Bridgeport (Connecticut)
- 11 luglio,  Stati Uniti, Margate (New Jersey)
- 13 luglio,  Stati Uniti, Wilkes-Barre (Pennsylvania)
- 14 luglio,  Stati Uniti, Pittsburgh (Pennsylvania)
- 16 luglio,  Stati Uniti, New York, The Pier
- 22 luglio,  Stati Uniti, Hicksville (Ohio)
- 24 luglio,  Stati Uniti, Richmond (Virginia)
- 27 luglio,  Stati Uniti, Buffalo (New York)
- 28 luglio,  Stati Uniti, Roslyn (New York)
- 29 luglio,  Stati Uniti, Filadelfia
- 30 luglio,  Stati Uniti, Cape Cod (Massachusetts)
- 5 luglio,  Stati Uniti, Hampton Bays (New York)
- 6 luglio,  Stati Uniti, Poughkeepsie (New York)
- 12 luglio,  Stati Uniti, Brooklyn (New York)
- 13 luglio,  Stati Uniti, Queens (New York)
- 20 dicembre,  Stati Uniti, Cedar Grove (New Jersey)
- 22 dicembre,  Stati Uniti, Poughkeepsie (New York)
- 23 dicembre,  Stati Uniti, Hartford (Connecticut)
- 27 dicembre,  Stati Uniti, Levittown (New York)
- 29 dicembre,  Stati Uniti, New York, The Ritz
- 30 dicembre,  Stati Uniti, Providence (Rhode Island)

## 1984
- 5 gennaio,  Stati Uniti, New Haven (Connecticut)
- 6 gennaio,  Stati Uniti, Boston (Massachusetts)
- 7 gennaio,  Stati Uniti, Queens (New York)
- 12 gennaio,  Stati Uniti, Filadelfia
- 14 gennaio,  Stati Uniti, Roslyn (New York)
- 9 marzo,  Stati Uniti, Portland (Maine)
- 10 marzo,  Stati Uniti, Providence (Rhode Island)
- 16 marzo,  Stati Uniti, Waterbury (Connecticut)
- 17 marzo,  Stati Uniti, Brooklyn (New York)
- 20 marzo,  Stati Uniti, Washington
- 22 marzo,  Stati Uniti, Manchester (New Hampshire)
- 23 marzo,  Stati Uniti, Albany (New York)
- 29 marzo,  Stati Uniti, Hartford (Connecticut)
- 30 marzo,  Stati Uniti, Brockton (Massachusetts)
- 6 aprile,  Stati Uniti, Salisbury (Massachusetts)
- 26 aprile,  Stati Uniti, Charlottesville (Virginia)
- 27 aprile,  Stati Uniti, The Bronx (New York), Fordham University
- 28 aprile,  Stati Uniti, Rochester (New York)
- 29 aprile,  Stati Uniti, Storrs (Connecticut)
- 4 maggio,  Stati Uniti, Ithaca (New York)
- 5 maggio,  Stati Uniti, Cortland (New York)
- 17 maggio,  Stati Uniti, Garden City (New York)
- 18 maggio,  Stati Uniti, New Haven (Connecticut)
- 19 maggio,  Stati Uniti, Mount Ivy (New York)
- 31 maggio,  Stati Uniti, Richmond (Virginia)
- 1º giugno,  Stati Uniti, Norfolk (Virginia)
- 8 giugno,  Stati Uniti, Ellington (Connecticut)
- 9 giugno,  Stati Uniti, Keene (New Hampshire)
- 16 giugno,  Stati Uniti, Queens (New York)
- 28 giugno,  Stati Uniti, Providence (Rhode Island)
- 29 giugno,  Stati Uniti, Taunton (Massachusetts)
- 30 giugno,  Stati Uniti, Syracuse (New York)
- 1º luglio,  Stati Uniti, Washington
- 1º agosto,  Stati Uniti, Rochester
- 17 agosto,  Stati Uniti, Hackettstown
- 28 agosto,  Stati Uniti, New Haven (Connecticut)
- 30 agosto,  Stati Uniti, Selden (New York)
- 31 agosto,  Stati Uniti, Hartford (Connecticut)
- 2 settembre,  Stati Uniti, Lido Beach (New York)
- 15 settembre,  Stati Uniti, Stony Brook (New York)
- 5 ottobre,  Stati Uniti, Spring Valley (New York)
- 6 ottobre,  Stati Uniti, Queens (New York)
- 9 ottobre,  Stati Uniti, Washington
- 11 ottobre,  Stati Uniti, North Dartmouth (Massachusetts)
- 12 ottobre,  Stati Uniti, Providence (Rhode Island)
- 13 ottobre,  Stati Uniti, Manchester (New Hampshire)
- 19 ottobre,  Stati Uniti, Bethany (Virginia Occidentale)
- 20 ottobre,  Stati Uniti, Norfolk (Virginia)
- 26 ottobre,  Stati Uniti, Tampa (Florida), canceled due to rain
- 28 ottobre,  Stati Uniti, Hallandale Beach (Florida)
- 29 ottobre,  Stati Uniti, West Palm Beach (Florida)
- 30 ottobre,  Stati Uniti, Hallandale Beach (Florida)
- 31 ottobre,  Stati Uniti, Gainesville (Florida)
- 2 novembre,  Stati Uniti, Atlanta (Georgia)
- 3 novembre,  Stati Uniti, Atlanta (Georgia)
- 5 novembre,  Stati Uniti, Destin
- 7 novembre,  Stati Uniti, New Orleans (Louisiana)
- 10 novembre,  Stati Uniti, Houston (Texas)
- 11 novembre,  Stati Uniti, Austin (Texas)
- 12 novembre,  Stati Uniti, Dallas (Texas)
- 14 novembre,  Stati Uniti, Albuquerque (Nuovo Messico)
- 15 novembre,  Stati Uniti, Phoenix (Arizona)
- 17 novembre,  Stati Uniti, Los Angeles (California)
- 18 novembre,  Stati Uniti, San Diego (California)
- 20 novembre,  Stati Uniti, Los Angeles (California)
- 21 novembre,  Stati Uniti, Pomona (California)
- 23 novembre,  Stati Uniti, San Francisco (California)
- 24 novembre,  Stati Uniti, Palo Alto (California)
- 27 novembre,  Stati Uniti, Portland (Oregon)
- 29 novembre,  Canada, Vancouver
- 30 novembre,  Stati Uniti, Seattle (Washington)
- 1º dicembre,  Stati Uniti, Eugene (Oregon)
- 3 dicembre,  Stati Uniti, Sacramento (California)
- 4 dicembre,  Stati Uniti, San Jose (California)
- 5 dicembre,  Stati Uniti, Berkeley (California)
- 7 dicembre,  Stati Uniti, Las Vegas (Nevada)
- 9 dicembre,  Stati Uniti, Los Angeles (California)
- 12 dicembre,  Stati Uniti, St. Louis (Missouri)
- 13 dicembre,  Stati Uniti, Milwaukee (Wisconsin)
- 14 dicembre,  Stati Uniti, Chicago (Illinois)
- 15 dicembre,  Stati Uniti, Detroit (Michigan)
- 16 dicembre,  Stati Uniti, Detroit (Michigan)
- 26 dicembre,  Stati Uniti, West Islip (New York)
- 27 dicembre,  Stati Uniti, New York, The Ritz
- 28 dicembre,  Stati Uniti, New York, The Ritz
- 29 dicembre,  Stati Uniti, Providence (Rhode Island)

## 1985
- 3 gennaio,  Stati Uniti, Boston (Massachusetts)
- 4 gennaio,  Stati Uniti, Hartford (Connecticut)
- 9 gennaio,  Stati Uniti, Mount Vernon (New York)
- 12 gennaio,  Stati Uniti, Asbury Park (New Jersey)
- 25 gennaio,  Stati Uniti, Lexington (Virginia)
- 30 gennaio,  Stati Uniti, Washington
- 31 gennaio,  Stati Uniti, Washington
- 8 febbraio,  Stati Uniti, Brooklyn (New York)
- 12 febbraio,  Stati Uniti, The Bronx (New York)
- 14 febbraio,  Stati Uniti, Lowell (Massachusetts)
- 15 febbraio,  Stati Uniti, Worcester (Massachusetts)
- 16 febbraio,  Stati Uniti, Manchester (New Hampshire)
- 17 febbraio,  Stati Uniti, Filadelfia
- 18 febbraio,  Stati Uniti, Baltimora (Maryland)
- 24 febbraio,  Inghilterra, Londra
- 25 febbraio,  Inghilterra, Londra
- 26 febbraio,  Inghilterra, Londra
- 27 febbraio,  Inghilterra, Londra
- 7 marzo,  Stati Uniti, Garden City (New York)
- 8 marzo,  Stati Uniti, Providence (Rhode Island)
- 9 marzo,  Stati Uniti, Brooklyn (New York)
- 14 marzo,  Stati Uniti, Athens (Ohio)
- 15 marzo,  Stati Uniti, Detroit (Michigan)
- 16 marzo,  Stati Uniti, Detroit (Michigan)
- 18 marzo,  Stati Uniti, Columbus (Ohio)
- 19 marzo,  Stati Uniti, Cincinnati (Ohio)
- 20 marzo,  Stati Uniti, Pittsburgh (Pennsylvania)
- 29 marzo,  Stati Uniti, Buffalo (New York)
- 30 marzo,  Stati Uniti, Syracuse (New York)
- 31 marzo,  Stati Uniti, Hamden (Connecticut)
- 4 aprile,  Stati Uniti, Baltimora (Maryland)
- 5 aprile,  Stati Uniti, Norfolk (Virginia)
- 6 aprile,  Stati Uniti, Newark (Delaware)
- 12 aprile,  Stati Uniti, Durham (New Hampshire)
- 13 aprile,  Stati Uniti, Trenton (New Jersey)
- 27 aprile,  Stati Uniti, Worcester (Massachusetts)
- 3 maggio,  Stati Uniti, New Haven (Connecticut)
- 4 maggio,  Stati Uniti, Jamesburg (New Jersey)
- 5 maggio,  Stati Uniti, Trenton (New Jersey)
- 7 maggio,  Stati Uniti, Garden City (New York)
- 9 maggio,  Stati Uniti, Rochester (New York)
- 10 maggio,  Stati Uniti, Buffalo (New York)
- 12 maggio,  Stati Uniti, Hartford (Connecticut)
- 20 maggio,  Stati Uniti, Providence (Rhode Island)
- 25 maggio,  Stati Uniti, Hartford (Connecticut)
- 27 maggio,  Stati Uniti, Blacksburg (Virginia)
- 28 maggio,  Stati Uniti, Richmond (Virginia)
- 30 maggio,  Stati Uniti, New York, The Ritz
- 31 maggio,  Stati Uniti, New York, The Ritz
- 7 giugno,  Stati Uniti, Oyster Bay (New York)
- 8 giugno,  Stati Uniti, Hampton Beach (New Hampshire)
- 14 giugno,  Stati Uniti, Scotia (New York)
- 15 giugno,  Stati Uniti, Brooklyn (New York)
- 22 giugno,  Inghilterra, Milton Keynes
- 24 giugno,  Irlanda, Dublino
- 25 giugno,  Irlanda, Dublino
- 26 giugno,  Irlanda del Nord, Belfast
- 28 giugno,  Scozia, Glasgow
- 30 giugno,  Danimarca, Roskilde
- 2 luglio,  Germania, Berlino
- 3 luglio,  Germania, Amburgo
- 4 luglio,  Germania, Bochum
- 6 luglio,  Belgio, Torhout
- 7 luglio,  Belgio, Werchter
- 9 agosto,  Stati Uniti, Worcester (Massachusetts)
- 10 agosto,  Stati Uniti, Middletown (New York)
- 11 agosto,  Stati Uniti, Hampton Bays (New York)
- 12 agosto,  Stati Uniti, New Haven (Connecticut)
- 21 agosto,  Stati Uniti, Boston (Massachusetts)
- 22 agosto,  Stati Uniti, Branford
- 24 agosto,  Stati Uniti, Norfolk (Virginia)
- 25 agosto,  Stati Uniti, Washington
- 26 agosto,  Stati Uniti, Washington
- 27 agosto,  Stati Uniti, Ocean City (Maryland)
- 1º settembre,  Stati Uniti, Lido Beach (New York)
- 20 settembre,  Stati Uniti, Hartford (Connecticut)
- 21 settembre,  Stati Uniti, Albany (New York)
- 5 ottobre,  Stati Uniti, Asbury Park (New Jersey)
- 11 ottobre,  Stati Uniti, Spring Valley (New York)
- 12 ottobre,  Stati Uniti, Providence (Rhode Island)
- 13 ottobre,  Stati Uniti, East Meadow (New York)
- 26 ottobre,  Stati Uniti, College Park (Maryland)
- 22 novembre,  Stati Uniti, Commack (New York)
- 23 novembre,  Stati Uniti, Lewistown (Pennsylvania)
- 27 novembre,  Stati Uniti, Trenton (New Jersey)
- 29 novembre,  Stati Uniti, Brooklyn (New York)
- 31 dicembre,  Stati Uniti, New York, The World

## 1986
- 11 aprile,  Stati Uniti, Fredonia (New York)
- 12 aprile,  Stati Uniti, Rochester (New York)
- 14 aprile,  Stati Uniti, Filadelfia
- 19 aprile,  Stati Uniti, Burlington (Vermont)
- 20 aprile,  Stati Uniti, Durham (New Hampshire)
- 25 aprile,  Stati Uniti, Randolph (New Jersey)
- 26 aprile,  Stati Uniti, New Brunswick (New Jersey)
- 4 maggio,  Inghilterra, Londra
- 5 maggio,  Inghilterra, Londra
- 6 maggio,  Inghilterra, Londra
- 7 maggio,  Inghilterra, Londra
- 8 maggio,  Inghilterra, Poole
- 9 maggio,  Inghilterra, Saint Austell
- 11 maggio,  Inghilterra, Bristol
- 12 maggio,  Inghilterra, Birmingham
- 13 maggio,  Inghilterra, Preston
- 14 maggio,  Scozia, Edimburgo
- 15 maggio,  Inghilterra, Newcastle upon Tyne
- 17 maggio,  Inghilterra, Leeds
- 18 maggio,  Inghilterra, Manchester
- 19 maggio,  Inghilterra, Nottingham
- 20 giugno,  Stati Uniti, Albany (New York)
- 21 giugno,  Stati Uniti, Hartford (Connecticut)
- 22 giugno,  Stati Uniti, Hampton Beach (New Hampshire)
- 24 giugno,  Stati Uniti, New Haven (Connecticut)
- 25 giugno,  Stati Uniti, Providence (Rhode Island)
- 27 giugno,  Stati Uniti, Brooklyn (New York)
- 28 giugno,  Stati Uniti, Filadelfia
- 29 giugno,  Stati Uniti, Baltimora (Maryland)
- 30 giugno,  Stati Uniti, Norfolk (Virginia)
- 1º luglio,  Stati Uniti, Washington
- 2 luglio,  Stati Uniti, Washington
- 8 luglio,  Stati Uniti, Oyster Bay (New York)
- 11 luglio,  Stati Uniti, Trenton (New Jersey)
- 12 luglio,  Stati Uniti, Asbury Park (New Jersey)
- 17 luglio,  Stati Uniti, Pittsburgh (Pennsylvania)
- 19 luglio,  Stati Uniti, Detroit (Michigan)
- 20 luglio,  Stati Uniti, Detroit (Michigan)
- 21 luglio,  Stati Uniti, Cleveland (Ohio),
- 22 luglio,  Stati Uniti, Columbus (Ohio)
- 24 luglio,  Stati Uniti, Newport (Kentucky)
- 25 luglio,  Stati Uniti, Chicago (Illinois)
- 26 luglio,  Stati Uniti, Chicago (Illinois)
- 27 luglio,  Stati Uniti, Minneapolis (Minnesota)
- 2 agosto,  Belgio, Veurne
- 3 agosto,  Paesi Bassi, Sneek
- 4 agosto,  Paesi Bassi, Amsterdam
- 5 agosto,  Paesi Bassi, Amsterdam
- 31 agosto,  Stati Uniti, Lido Beach (New York)
- 11 settembre,  Stati Uniti, San Diego (California)
- 13 settembre,  Stati Uniti, Los Angeles (California)
- 14 settembre,  Stati Uniti, Sacramento (California)
- 15 settembre,  Stati Uniti, San Francisco (California)
- 16 settembre,  Stati Uniti, San Francisco (California)
- 17 settembre,  Stati Uniti, Santa Clara (California)
- 19 settembre,  Stati Uniti, Long Beach (California)
- 21 settembre,  Stati Uniti, Los Angeles (California)
- 22 settembre,  Stati Uniti, Riverside (California)
- 23 settembre,  Stati Uniti, San Diego (California)
- 24 settembre,  Stati Uniti, West Hollywood (California), Whisky a Go Go
- 10 ottobre,  Stati Uniti, Trenton (New Jersey)
- 11 ottobre,  Stati Uniti, Brooklyn (New York)
- 16 ottobre,  Stati Uniti, Northampton (Massachusetts)
- 17 ottobre,  Stati Uniti, Hartford (Connecticut)
- 18 ottobre,  Stati Uniti, Providence (Rhode Island)
- 24 ottobre,  Stati Uniti, Washington
- 25 ottobre,  Stati Uniti, Filadelfia
- 31 ottobre,  Stati Uniti, Roslyn (New York)
- 1º novembre,  Stati Uniti, Bridgeport (Connecticut)
- 3 novembre,  Stati Uniti, Boston (Massachusetts)
- 6 novembre,  Stati Uniti, New York, The Ritz
- 7 novembre,  Stati Uniti, New York, The Ritz
- 15 novembre,  Stati Uniti, Kent (Ohio)
- 16 novembre,  Stati Uniti, Buffalo (New York)
- 18 novembre,  Stati Uniti, Montclair (New Jersey)
- 21 novembre,  Stati Uniti, Sayreville (New Jersey)
- 22 novembre,  Stati Uniti, Medford (Massachusetts)
- 4 dicembre,  Stati Uniti, Waltham (Massachusetts)
- 5 dicembre,  Stati Uniti, Rochester (New York)
- 6 dicembre,  Stati Uniti, Alfred (New York)
- 19 dicembre,  Stati Uniti, Queens (New York)
- 20 dicembre,  Stati Uniti, Bay Shore (New York)
- 31 dicembre,  Stati Uniti, Roslyn (New York)

## 1987
- 3 gennaio,  Stati Uniti, Trenton (New Jersey)
- 4 gennaio,  Stati Uniti, Washington
- 23 gennaio,  Stati Uniti, Providence (Rhode Island)
- 24 gennaio,  Stati Uniti, Poughkeepsie (New York)
- 31 gennaio,  Brasile, San Paolo
- 1º febbraio,  Brasile, San Paolo
- 4 febbraio,  Argentina, Buenos Aires
- 20 febbraio,  Stati Uniti, Pittsburgh (Pennsylvania)
- 21 febbraio,  Stati Uniti, Allentown (Pennsylvania)
- 26 febbraio,  Stati Uniti, Wayne (New Jersey)
- 27 febbraio,  Stati Uniti, Asbury Park (New Jersey)
- 28 febbraio,  Stati Uniti, Filadelfia
- 20 marzo,  Stati Uniti, Dallas (Texas)
- 21 marzo,  Stati Uniti, Austin (Texas)
- 22 marzo,  Stati Uniti, Houston (Texas)
- 23 marzo,  Stati Uniti, New Orleans (Louisiana)
- 25 marzo,  Stati Uniti, Atlanta (Georgia)
- 26 marzo,  Stati Uniti, Tallahassee (Florida)
- 27 marzo,  Stati Uniti, Tampa (Florida)
- 28 marzo,  Stati Uniti, Cocoa Beach (Florida)
- 29 marzo,  Stati Uniti, Miami Beach (Florida)
- 22 aprile,  Stati Uniti, Garden City (New York)
- 23 aprile,  Stati Uniti, Staten Island (New York)
- 25 aprile,  Stati Uniti, Hartford (Connecticut)
- 26 aprile,  Stati Uniti, New Haven (Connecticut)
- 30 aprile,  Stati Uniti, Williamstown (Massachusetts)
- 1º maggio,  Stati Uniti, Brunswick (Maine)
- 2 maggio,  Stati Uniti, Albany (New York)
- 3 maggio,  Stati Uniti, Hadley (Massachusetts)
- 8 maggio,  Stati Uniti, Randolph (New Jersey)
- 9 maggio,  Stati Uniti, Brooklyn (New York)
- 15 maggio,  Stati Uniti, Providence (Rhode Island)
- 16 maggio,  Stati Uniti, Bay Shore (New York)
- 29 maggio,  Stati Uniti, Darien Lake (New York)
- 30 maggio,  Stati Uniti, Poughkeepsie (New York)
- 18 giugno,  Stati Uniti, Harrisburg (Pennsylvania)
- 19 giugno,  Stati Uniti, Ocean City (Maryland)
- 20 giugno,  Stati Uniti, Filadelfia
- 26 giugno,  Stati Uniti, Oyster Bay (New York)
- 27 giugno,  Stati Uniti, Queens (New York), Flushing Meadows Park
- 28 giugno,  Stati Uniti, Washington
- 29 giugno,  Stati Uniti, Washington
- 30 giugno,  Stati Uniti, Washington
- 1º luglio,  Stati Uniti, Norfolk (Virginia)
- 21 luglio,  Canada, Toronto
- 22 luglio,  Canada, Toronto
- 23 luglio,  Canada, Toronto
- 24 luglio,  Canada, Ottawa
- 12 agosto,  Stati Uniti, East Hampton (New York), Last Richie Show
- 28 agosto,  Stati Uniti, Providence (Rhode Island), with Clem Burke on drums
- 29 agosto,  Stati Uniti, Trenton (New Jersey), with Clem Burke on drums
- 4 settembre,  Stati Uniti, Oyster Bay (New York), First Show with Marky again
- 5 settembre,  Stati Uniti, Washington
- 6 settembre,  Stati Uniti, Commack (New York)
- 10 settembre,  Stati Uniti, New York, The Ritz
- 11 settembre,  Stati Uniti, New York, The Ritz
- 16 settembre,  Stati Uniti, San Diego (California)
- 18 settembre,  Stati Uniti, Los Angeles (California)
- 19 settembre,  Stati Uniti, Fresno (California)
- 21 settembre,  Stati Uniti, San Francisco (California)
- 22 settembre,  Stati Uniti, San Francisco (California)
- 23 settembre,  Stati Uniti, Santa Clara (California)
- 25 settembre,  Stati Uniti, Long Beach (California)
- 26 settembre,  Stati Uniti, Northridge (California)
- 27 settembre,  Stati Uniti, Los Angeles (California)
- 5 ottobre,  Danimarca, Copenaghen
- 6 ottobre,  Germania, Amburgo
- 7 ottobre,  Paesi Bassi, Amsterdam
- 8 ottobre,  Germania, Düsseldorf
- 9 ottobre,  Germania, Monaco di Baviera
- 11 ottobre,  Italia, Milano
- 12 ottobre,  Svizzera, Zurigo
- 13 ottobre,  Francia, Parigi
- 15 ottobre,  Inghilterra, Sheffield
- 16 ottobre,  Inghilterra, Newcastle upon Tyn
- 17 ottobre,  Inghilterra, Leeds
- 18 ottobre,  Inghilterra, Glasgow
- 20 ottobre,  Inghilterra, Nottingham
- 21 ottobre,  Inghilterra, Norwich
- 22 ottobre,  Inghilterra, Manchester
- 23 ottobre,  Inghilterra, Liverpool
- 24 ottobre,  Galles, Cardiff
- 25 ottobre,  Inghilterra, Birmingham
- 26 ottobre,  Inghilterra, Londra
- 31 ottobre,  Stati Uniti, Alexandria (Virginia)
- 12 novembre,  Stati Uniti, Wilmington (Carolina del Nord)
- 13 novembre,  Stati Uniti, Greenville (Carolina del Nord)
- 14 novembre,  Stati Uniti, Charlotte (Carolina del Nord)
- 15 novembre,  Stati Uniti, Charlottesville (Virginia)
- 19 novembre,  Stati Uniti, Providence (Rhode Island)
- 20 novembre,  Stati Uniti, Allentown (Pennsylvania)
- 21 novembre,  Stati Uniti, Brooklyn (New York)
- 22 novembre,  Stati Uniti, Glassboro (New Jersey)
- 3 dicembre,  Stati Uniti, New Haven (Connecticut)
- 4 dicembre,  Stati Uniti, Randolph (New Jersey)
- 9 dicembre,  Stati Uniti, Baltimora (Maryland)
- 10 dicembre,  Stati Uniti, Washington
- 11 dicembre,  Stati Uniti, Washington
- 12 dicembre,  Stati Uniti, Oyster Bay (New York)
- 13 dicembre,  Stati Uniti, Filadelfia
- 31 dicembre,  Stati Uniti, Bay Shore (New York)

## 1988
- 1º gennaio,  Stati Uniti, Trenton (New Jersey)
- 2 gennaio,  Stati Uniti, New York, The Ritz
- 28 gennaio,  Stati Uniti, Dallas (Texas)
- 29 gennaio,  Stati Uniti, Austin (Texas)
- 30 gennaio,  Stati Uniti, Austin (Texas)
- 31 gennaio,  Stati Uniti, Houston (Texas)
- 1º febbraio,  Stati Uniti, New Orleans (Louisiana)
- 3 febbraio,  Stati Uniti, Atlanta (Georgia)
- 4 febbraio,  Stati Uniti, Tallahassee (Florida)
- 5 febbraio,  Stati Uniti, Jacksonville (Florida)
- 6 febbraio,  Stati Uniti, Saint Petersburg (Florida)
- 7 febbraio,  Stati Uniti, Miami (Florida)
- 19 febbraio,  Porto Rico, Aguadilla (Porto Rico)
- 20 febbraio,  Porto Rico, Aguadilla (Porto Rico)
- 11 marzo,  Stati Uniti, Sayreville (New Jersey)
- 12 marzo,  Stati Uniti, Queens Village (New York)
- 13 marzo,  Stati Uniti, Hempstead (New York)
- 18 marzo,  Stati Uniti, Oswego (New York)
- 19 marzo,  Stati Uniti, Rochester (New York)
- 24 marzo,  Stati Uniti, Staten Island (New York)
- 26 marzo,  Stati Uniti, Allentown (Pennsylvania)
- 22 aprile,  Stati Uniti, Trenton (New Jersey)
- 23 aprile,  Stati Uniti, Filadelfia
- 27 aprile,  Stati Uniti, Providence (Rhode Island)
- 29 aprile,  Stati Uniti, Commack (New York)
- 30 aprile,  Stati Uniti, Oswego (New York)
- 3 maggio,  Canada, Toronto
- 4 maggio,  Canada, Toronto
- 5 maggio,  Canada, Toronto
- 6 maggio,  Stati Uniti, Buffalo (New York)
- 7 maggio,  Stati Uniti, Rochester (New York)
- 19 maggio,  Stati Uniti, Brewster (New York)
- 20 maggio,  Stati Uniti, New Rochelle (New York)
- 21 maggio,  Stati Uniti, Filadelfia
- 2 giugno,  Svezia, Stoccolma
- 3 giugno,  Svezia, Lund
- 4 giugno,  Finlandia, Seinäjoki
- 6 giugno,  Francia, Parigi
- 7 giugno,  Paesi Bassi, Tilburg
- 8 giugno,  Paesi Bassi, Amsterdam
- 9 giugno,  Paesi Bassi, Amsterdam
- 10 giugno,  Paesi Bassi, Groninga
- 11 giugno,  Germania, Gottinga
- 12 giugno,  Germania, Berlino
- 13 giugno,  Germania, Düsseldorf
- 15 giugno,  Inghilterra, Londra
- 1º luglio,  Stati Uniti, Brooklyn (New York)
- 2 luglio,  Stati Uniti, Poughkeepsie (New York)
- 7 luglio,  Stati Uniti, San Diego (California)
- 8 luglio,  Stati Uniti, Los Angeles (California)
- 10 luglio,  Stati Uniti, San Francisco (California), The Fillmore
- 11 luglio,  Stati Uniti, San Francisco (California), The Fillmore
- 12 luglio,  Stati Uniti, Santa Clara (California)
- 13 luglio,  Stati Uniti, Santa Clara (California)
- 15 luglio,  Stati Uniti, Anaheim (California)
- 16 luglio,  Stati Uniti, Los Angeles (California)
- 17 luglio,  Stati Uniti, Santa Barbara (California)
- 18 luglio,  Stati Uniti, West Hollywood (California), Roxy
- 2 agosto,  Stati Uniti, New Haven (Connecticut)
- 3 agosto,  Stati Uniti, Easthampton (Massachusetts)
- 4 agosto,  Stati Uniti, Brewster (New York)
- 5 agosto,  Stati Uniti, Trenton (New Jersey)
- 12 agosto,  Stati Uniti, Commack (New York)
- 13 agosto,  Stati Uniti, Filadelfia
- 14 agosto,  Stati Uniti, Baltimora (Maryland)
- 15 agosto,  Stati Uniti, Washington
- 16 agosto,  Stati Uniti, Washington
- 19 agosto,  Stati Uniti, New York, The Ritz
- 20 agosto,  Stati Uniti, New York, The Ritz
- 26 agosto,  Inghilterra, Reading
- 27 agosto,  Belgio, Hechtel-Eksel
- 13 settembre,  Stati Uniti, Sayreville (New Jersey)
- 14 settembre,  Stati Uniti, Boston (Massachusetts)
- 15 settembre,  Stati Uniti, Providence (Rhode Island)
- 21 settembre,  Stati Uniti, Pittsburgh (Pennsylvania)
- 22 settembre,  Stati Uniti, Kent (Ohio)
- 23 settembre,  Stati Uniti, Chicago (Illinois)
- 24 settembre,  Stati Uniti, Detroit (Michigan)
- 26 settembre,  Stati Uniti, Cincinnati (Ohio)
- 27 settembre,  Stati Uniti, Columbus (Ohio)
- 28 settembre,  Stati Uniti, Indianapolis (Indiana)
- 29 settembre,  Stati Uniti, St. Louis (Missouri)
- 1º ottobre,  Stati Uniti, Cleveland (Ohio),
- 6 ottobre,  Stati Uniti, Staten Island (New York)
- 7 ottobre,  Stati Uniti, Poughkeepsie (New York)
- 8 ottobre,  Stati Uniti, Rochester (New York)
- 9 ottobre,  Stati Uniti, Albany (New York)
- 13 ottobre,  Stati Uniti, Island Park (New York)
- 14 ottobre,  Stati Uniti, Trenton (New Jersey)
- 15 ottobre,  Stati Uniti, Trenton (New Jersey)
- 24 ottobre,  Giappone, Tokyo
- 25 ottobre,  Giappone, Tokyo
- 26 ottobre,  Giappone, Kōbe
- 27 ottobre,  Giappone, Osaka
- 28 ottobre,  Giappone, Tokyo
- 11 novembre,  Stati Uniti, Dallas (Texas)
- 12 novembre,  Stati Uniti, Austin (Texas)
- 13 novembre,  Stati Uniti, Austin (Texas)
- 14 novembre,  Stati Uniti, College Station (Texas)
- 15 novembre,  Stati Uniti, Houston (Texas)
- 16 novembre,  Stati Uniti, New Orleans (Louisiana)
- 18 novembre,  Stati Uniti, Saint Petersburg (Florida)
- 19 novembre,  Stati Uniti, Miami Beach (Florida)
- 20 novembre,  Stati Uniti, Orlando (Florida)
- 22 novembre,  Stati Uniti, Atlanta (Georgia)
- 1º dicembre,  Stati Uniti, The Bronx (New York)
- 2 dicembre,  Stati Uniti, Baltimora (Maryland)
- 10 dicembre,  Stati Uniti, Durham (New Hampshire)
- 11 dicembre,  Stati Uniti, New Haven (Connecticut)
- 30 dicembre,  Stati Uniti, Providence (Rhode Island)
- 31 dicembre,  Stati Uniti, New York, Irving Plaza

## 1989
- 16 gennaio,  Stati Uniti, Washington
- 17 gennaio,  Stati Uniti, Washington
- 19 gennaio,  Stati Uniti, Nashville (Tennessee)
- 20 gennaio,  Stati Uniti, Lexington (Kentucky)
- 21 gennaio,  Stati Uniti, Louisville (Kentucky)
- 23 gennaio,  Stati Uniti, Columbia (Carolina del Sud)
- 24 gennaio,  Stati Uniti, Charlotte (Carolina del Nord)
- 25 gennaio,  Stati Uniti, Norfolk (Virginia)
- 27 gennaio,  Stati Uniti, New York, The Ritz
- 28 gennaio,  Stati Uniti, New York, The Ritz
- 7 febbraio,  Spagna, Madrid
- 8 febbraio,  Spagna, Barcellona
- 9 febbraio,  Spagna, Valencia
- 10 febbraio,  Spagna, Valencia
- 11 febbraio,  Spagna, San Sebastián
- 12 febbraio,  Spagna, San Sebastián
- 24 febbraio,  Stati Uniti, Poughkeepsie (New York)
- 24 marzo,  Stati Uniti, Canton (New York)
- 25 marzo,  Stati Uniti, Albany (New York)
- 31 marzo,  Stati Uniti, Queens Village (New York)
- 1º aprile,  Stati Uniti, Baltimora (Maryland)
- 6 aprile,  Stati Uniti, New Haven (Connecticut)
- 7 aprile,  Stati Uniti, Lancaster (Pennsylvania)
- 15 aprile,  Stati Uniti, Stony Brook (New York)
- 2 maggio,  Italia, Monfalcone
- 3 maggio,  Italia, Milano
- 4 maggio,  Italia, Firenze
- 6 maggio,  Italia, Vicenza
- 7 maggio,  Italia, Rimini
- 8 maggio,  Italia, Modena
- 9 maggio,  Italia, Roma
- 10 maggio,  Italia, Perugia
- 12 maggio,  Grecia, Atene
- 13 maggio,  Grecia, Atene
- 14 maggio,  Grecia, Atene
- 15 maggio,  Grecia, Atene
- 26 maggio,  Stati Uniti, Boston (Massachusetts)
- 27 maggio,  Stati Uniti, Providence (Rhode Island)
- 2 giugno,  Stati Uniti, Los Angeles (California)
- 3 giugno,  Stati Uniti, Long Beach (California)
- 4 giugno,  Stati Uniti, Reseda (California)
- 17 giugno,  Stati Uniti, San Francisco (California)
- 18 giugno,  Stati Uniti, Petaluma
- 19 giugno,  Stati Uniti, Santa Clara (California)
- 20 giugno,  Stati Uniti, Santa Barbara (California)
- 22 giugno,  Stati Uniti, San Diego (California)
- 23 giugno,  Stati Uniti, Tijuana
- 24 giugno,  Stati Uniti, San Pedro (Los Angeles)
- 25 giugno,  Stati Uniti, Reseda (California)
- 27 giugno,  Stati Uniti, Portland (Oregon)
- 28 giugno,  Canada, Vancouver
- 29 giugno,  Stati Uniti, Seattle (Washington)
- 1º luglio,  Stati Uniti, San Francisco (California), The Fillmore
- 2 luglio,  Stati Uniti, San Francisco (California), The Fillmore
- 3 luglio,  Stati Uniti, Santa Cruz (California)
- 4 luglio,  Stati Uniti, Santa Clara (California)
- 5 luglio,  Stati Uniti, Santa Clara (California), Dee Dee's last show
- 30 settembre,  Inghilterra, Leicester, C. J´s First Show live
- 1º ottobre,  Inghilterra, Liverpool
- 2 ottobre,  Scozia, Glasgow
- 3 ottobre,  Inghilterra, Newcastle
- 4 ottobre,  Inghilterra, Manchester
- 6 ottobre,  Inghilterra, Leeds
- 7 ottobre,  Inghilterra, Birmingham
- 8 ottobre,  Inghilterra, Bristol
- 9 ottobre,  Inghilterra, Londra
- 10 ottobre,  Inghilterra, Londra
- 11 ottobre,  Inghilterra, Londra
- 31 ottobre,  Nuova Zelanda, Auckland
- 1º novembre,  Nuova Zelanda, Auckland
- 3 novembre,  Australia, Melbourne
- 4 novembre,  Australia, Melbourne
- 5 novembre,  Australia, Melbourne
- 6 novembre,  Australia, Perth
- 7 novembre,  Australia, Adelaide
- 9 novembre,  Australia, Sydney
- 10 novembre,  Australia, Sydney
- 11 novembre,  Australia, Sydney
- 12 novembre,  Australia, Brisbane
- 22 novembre,  Germania, Offenbach am Main
- 23 novembre,  Germania, Bonn
- 24 novembre,  Germania, Oberhausen
- 25 novembre,  Germania, Amburgo
- 26 novembre,  Germania, Berlino
- 27 novembre,  Germania, Berlino
- 28 novembre,  Germania, Bielefeld
- 29 novembre,  Germania, Neumarkt
- 30 novembre,  Germania, Böblingen
- 1º dicembre,  Belgio, Deinze
- 2 dicembre,  Paesi Bassi, Utrecht
- 3 dicembre,  Paesi Bassi, Rotterdam
- 4 dicembre,  Paesi Bassi, Amsterdam
- 12 dicembre,  Stati Uniti, New Haven (Connecticut)
- 13 dicembre,  Stati Uniti, Poughkeepsie (New York)
- 14 dicembre,  Stati Uniti, Filadelfia
- 15 dicembre,  Stati Uniti, New York, The Ritz
- 16 dicembre,  Stati Uniti, New York, The Ritz

## 1990
- 23 febbraio,  Stati Uniti, Trenton (New Jersey)
- 24 febbraio,  Stati Uniti, Sag Harbor (New York)
- 25 febbraio,  Stati Uniti, Albany (New York)
- 1º marzo,  Stati Uniti, Charlottesville (Virginia)
- 2 marzo,  Stati Uniti, Fredericksburg (Virginia)
- 3 marzo,  Stati Uniti, St. Mary's City (Maryland)
- 4 marzo,  Stati Uniti, Reading (Pennsylvania)
- 8 marzo,  Stati Uniti, Boston (Massachusetts)
- 9 marzo,  Stati Uniti, Boston (Massachusetts)
- 10 marzo,  Stati Uniti, Providence (Rhode Island)
- 22 marzo,  Danimarca, Copenaghen
- 23 marzo,  Finlandia, Tampere
- 24 marzo,  Finlandia, Turku
- 25 marzo,  Finlandia, Helsinki
- 27 marzo,  Svezia, Stoccolma
- 28 marzo,  Svezia, Göteborg
- 29 marzo,  Svezia, Lund
- 30 marzo,  Svezia, Karlskoga
- 31 marzo,  Svezia, Hultsfred
- 1º aprile,  Norvegia, Oslo
- 18 aprile,  Stati Uniti, Norman (Oklahoma)
- 19 aprile,  Stati Uniti, Dallas (Texas)
- 20 aprile,  Stati Uniti, Austin (Texas)
- 21 aprile,  Stati Uniti, Austin (Texas)
- 23 aprile,  Stati Uniti, New Orleans (Louisiana)
- 24 aprile,  Stati Uniti, Birmingham (Alabama)
- 26 aprile,  Stati Uniti, Miami Beach (Florida)
- 27 aprile,  Stati Uniti, Melbourne (Florida)
- 28 aprile,  Stati Uniti, Tampa (Florida)
- 29 aprile,  Stati Uniti, Orlando (Florida)
- 1º maggio,  Stati Uniti, Atlanta (Georgia)
- 2 maggio,  Stati Uniti, Nashville (Tennessee)
- 4 maggio,  Stati Uniti, Winston-Salem (Carolina del Nord)
- 5 maggio,  Stati Uniti, Wilmington (Carolina del Nord)
- 6 maggio,  Stati Uniti, Raleigh (Carolina del Nord)
- 8 maggio,  Stati Uniti, Columbia (Carolina del Sud)
- 9 maggio,  Stati Uniti, Charlotte (Carolina del Nord)
- 11 maggio,  Stati Uniti, Baltimora (Maryland)
- 12 maggio,  Stati Uniti, Norfolk (Virginia)
- 13 maggio,  Stati Uniti, Richmond (Virginia)
- 14 maggio,  Stati Uniti, Washington
- 15 maggio,  Stati Uniti, Washington
- 23 giugno,  Germania, Lorelei
- 28 giugno,  Stati Uniti, Columbia (Maryland)
- 29 giugno,  Stati Uniti, Bristol (Connecticut)
- 1º luglio,  Stati Uniti, Milwaukee (Wisconsin)
- 2 luglio,  Stati Uniti, Detroit (Michigan)
- 3 luglio,  Canada, Toronto
- 4 luglio,  Canada, Montréal
- 6 luglio,  Stati Uniti, Boston (Massachusetts)
- 7 luglio,  Stati Uniti, Portland (Maine)
- 8 luglio,  Stati Uniti, Burlington (Vermont)
- 9 luglio,  Stati Uniti, Filadelfia
- 11 luglio,  Stati Uniti, Jones Beach (New York)
- 12 luglio,  Stati Uniti, Holmdel Township (New Jersey)
- 13 luglio,  Stati Uniti, Darien (New York)
- 14 luglio,  Stati Uniti, Cleveland (Ohio),
- 16 luglio,  Stati Uniti, Columbus (Ohio)
- 17 luglio,  Stati Uniti, Chicago (Illinois)
- 18 luglio,  Stati Uniti, Cincinnati (Ohio)
- 19 luglio,  Stati Uniti, Atlanta (Georgia)
- 22 luglio,  Stati Uniti, St. Louis (Missouri)
- 23 luglio,  Stati Uniti, Memphis (Tennessee)
- 24 luglio,  Stati Uniti, Kansas City
- 25 luglio,  Stati Uniti, Tulsa (Oklahoma)
- 26 luglio,  Stati Uniti, Dallas (Texas)
- 27 luglio,  Stati Uniti, Houston (Texas)
- 28 luglio,  Stati Uniti, Austin (Texas)
- 30 luglio,  Stati Uniti, Santa Fe (Nuovo Messico)
- 31 luglio,  Stati Uniti, Denver (Colorado)
- 1º agosto,  Stati Uniti, Salt Lake City (Utah)
- 2 agosto,  Stati Uniti, Irvine (California)
- 4 agosto,  Stati Uniti, San Diego (California)
- 5 agosto,  Stati Uniti, Las Vegas (Nevada)
- 6 agosto,  Stati Uniti, Mesa (Arizona)
- 8 agosto,  Stati Uniti, Los Angeles (California)
- 9 agosto,  Stati Uniti, Los Angeles (California)
- 10 agosto,  Stati Uniti, Ventura (California)
- 11 agosto,  Stati Uniti, Berkeley (California)
- 12 agosto,  Stati Uniti, San Francisco (California)
- 14 agosto,  Stati Uniti, Portland (Oregon)
- 15 agosto,  Stati Uniti, Seattle (Washington)
- 16 agosto,  Canada, Victoria
- 17 agosto,  Canada, Vancouver
- 3 settembre,  Giappone, Osaka
- 4 settembre,  Giappone, Nagoya
- 5 settembre,  Giappone, Kawasaki
- 6 settembre,  Giappone, Kawasaki
- 8 settembre,  Giappone, Nagoya
- 9 settembre,  Giappone, Nagoya
- 10 settembre,  Giappone, Osaka
- 11 settembre,  Giappone, Osaka
- 13 settembre,  Giappone, Kawasaki
- 14 settembre,  Giappone, Kawasaki
- 15 settembre,  Giappone, Kawasaki
- 16 settembre,  Giappone, Kawasaki
- 4 ottobre,  Stati Uniti, Filadelfia
- 5 ottobre,  Stati Uniti, Baltimora (Maryland)
- 6 ottobre,  Stati Uniti, New York, The Ritz
- 7 ottobre,  Stati Uniti, Trenton (New Jersey)
- 13 novembre,  Francia, Parigi
- 14 novembre,  Germania, Monaco di Baviera
- 15 novembre,  Germania, Völklingen
- 16 novembre,  Germania, Brema
- 17 novembre,  Belgio, Gand
- 19 novembre,  Francia, Lione
- 20 novembre,  Svizzera, Zurigo
- 21 novembre,  Austria, Vienna
- 22 novembre,  Austria, Graz
- 24 novembre,  Jugoslavia, Zagabria
- 25 novembre,  Jugoslavia, Lubiana
- 26 novembre,  Italia, Milano
- 27 novembre,  Italia, Rimini
- 29 novembre,  Spagna, Saragozza
- 30 novembre,  Spagna, Madrid
- 1º dicembre,  Spagna, Barcellona
- 2 dicembre,  Spagna, San Sebastián
- 4 dicembre,  Spagna, Valencia
- 5 dicembre,  Spagna, Murcia
- 7 dicembre,  Inghilterra, Manchester
- 8 dicembre,  Inghilterra, Londra
- 27 dicembre,  Stati Uniti, Providence (Rhode Island)
- 28 dicembre,  Stati Uniti, Boston (Massachusetts)
- 29 dicembre,  Stati Uniti, New York, The Ritz
- 30 dicembre,  Stati Uniti, New Haven (Connecticut)

## 1991
- 22 gennaio,  Australia, Gold Coast
- 23 gennaio,  Australia, Byron Bay
- 25 gennaio,  Australia, Brisbane
- 26 gennaio,  Australia, Sydney
- 27 gennaio,  Australia, Wollongong
- 29 gennaio,  Australia, Sydney
- 31 gennaio,  Australia, Adelaide
- 1º febbraio,  Australia, Melbourne
- 2 febbraio,  Australia, Perth
- 5 febbraio,  Giappone, Tokyo
- 6 febbraio,  Giappone, Tokyo
- 7 febbraio,  Giappone, Tokyo
- 6 marzo,  Spagna, Madrid
- 7 marzo,  Spagna, Madrid
- 8 marzo,  Spagna, Valladolid
- 9 marzo,  Spagna, Vigo
- 11 marzo,  Spagna, Barcellona
- 12 marzo,  Spagna, Barcellona
- 13 marzo,  Spagna, Valencia
- 15 marzo,  Spagna, Pamplona
- 16 marzo,  Spagna, Mondragón
- 17 marzo,  Spagna, Bilbao
- 18 marzo,  Spagna, Melgar
- 4 aprile,  Stati Uniti, New Haven (Connecticut)
- 5 aprile,  Stati Uniti, Filadelfia
- 6 aprile,  Stati Uniti, Baltimora (Maryland)
- 12 aprile,  Stati Uniti, Allentown (Pennsylvania)
- 13 aprile,  Stati Uniti, Columbus (Ohio)
- 14 aprile,  Stati Uniti, Detroit (Michigan)
- 15 aprile,  Stati Uniti, Cincinnati (Ohio)
- 16 aprile,  Stati Uniti, Pittsburgh (Pennsylvania)
- 26 aprile,  Argentina, Buenos Aires
- 27 aprile,  Argentina, Buenos Aires
- 28 aprile,  Argentina, Buenos Aires
- 30 aprile,  Brasile, San Paolo
- 1º maggio,  Brasile, San Paolo
- 2 maggio,  Brasile, San Paolo
- 4 maggio,  Brasile, Porto Alegre
- 28 maggio,  Stati Uniti, New Haven (Connecticut)
- 29 maggio,  Stati Uniti, Trenton (New Jersey)
- 30 maggio,  Stati Uniti, New Britain (Connecticut)
- 31 maggio,  Stati Uniti, Spring Valley (New York)
- 1º giugno,  Stati Uniti, Asbury Park (New Jersey)
- 7 giugno,  Stati Uniti, Tampa (Florida)
- 8 giugno,  Stati Uniti, Miami (Florida)
- 9 giugno,  Stati Uniti, Orlando (Florida)
- 11 giugno,  Stati Uniti, Atlanta (Georgia)
- 12 giugno,  Stati Uniti, Charlotte (Carolina del Nord)
- 14 giugno,  Stati Uniti, Raleigh (Carolina del Nord)
- 15 giugno,  Stati Uniti, Winston-Salem (Carolina del Nord)
- 16 giugno,  Stati Uniti, Greenville (Carolina del Nord)
- 18 giugno,  Stati Uniti, Athens (Georgia)
- 19 giugno,  Stati Uniti, Knoxville
- 21 giugno,  Stati Uniti, Norfolk (Virginia)
- 22 giugno,  Stati Uniti, Richmond (Virginia)
- 23 giugno,  Stati Uniti, Washington
- 6 luglio,  Italia, La Spezia
- 8 luglio,  Italia, Torino
- 10 luglio,  Svizzera, Leysin
- 6 agosto,  Canada, Toronto
- 8 agosto,  Canada, Kitchener
- 9 agosto,  Canada, Toronto
- 10 agosto,  Canada, Bala
- 11 agosto,  Canada, Bala
- 13 agosto,  Canada, Montréal
- 14 agosto,  Canada, Ottawa
- 15 agosto,  Canada, St. Catharines
- 16 agosto,  Canada, Hamilton
- 24 agosto,  Germania, Berlino
- 25 agosto,  Belgio, Hasselt
- 27 agosto,  Finlandia, Helsinki
- 28 agosto,  Svezia, Stoccolma
- 4 ottobre,  Stati Uniti, Trenton (New Jersey)
- 5 ottobre,  Stati Uniti, Filadelfia
- 6 ottobre,  Stati Uniti, Middletown (New York)
- 7 ottobre,  Stati Uniti, Northampton (Massachusetts)
- 11 ottobre,  Stati Uniti, Warwick (Rhode Island)
- 14 ottobre,  Stati Uniti, Cleveland (Ohio),
- 15 ottobre,  Stati Uniti, Columbus (Ohio)
- 16 ottobre,  Stati Uniti, Pittsburgh (Pennsylvania)
- 18 ottobre,  Stati Uniti, Baltimora (Maryland)
- 19 ottobre,  Stati Uniti, Washington
- 24 ottobre,  Stati Uniti, Boston (Massachusetts)
- 25 ottobre,  Stati Uniti, New Britain (Connecticut)
- 26 ottobre,  Stati Uniti, Sea Bright (New Jersey)
- 25 novembre,  Paesi Bassi, Utrecht
- 27 novembre,  Germania, Amburgo
- 28 novembre,  Germania, Düsseldorf
- 29 novembre,  Belgio, Deinze
- 30 novembre,  Francia, Rennes
- 2 dicembre,  Inghilterra, Birmingham
- 3 dicembre,  Inghilterra, Newcastle
- 4 dicembre,  Scozia, Glasgow
- 5 dicembre,  Inghilterra, Manchester
- 7 dicembre,  Inghilterra, Londra
- 8 dicembre,  Inghilterra, Londra
- 27 dicembre,  Stati Uniti, New Haven (Connecticut)
- 28 dicembre,  Stati Uniti, Baltimora (Maryland)
- 29 dicembre,  Stati Uniti, New York, The Ritz

## 1992
- 14 marzo,  Italia, Fontanafredda
- 15 marzo,  Italia, Firenze
- 16 marzo,  Italia, Milano
- 17 marzo,  Italia, Correggio
- 19 marzo,  Grecia, Atene
- 20 marzo,  Grecia, Atene
- 21 marzo,  Grecia, Atene
- 9 aprile,  Stati Uniti, New Haven (Connecticut)
- 10 aprile,  Stati Uniti, New York, Columbia University
- 11 aprile,  Stati Uniti, Sea Bright (New Jersey)
- 12 aprile,  Stati Uniti, Trenton (New Jersey)
- 23 aprile,  Stati Uniti, Baltimora (Maryland)
- 24 aprile,  Stati Uniti, Norfolk (Virginia)
- 25 aprile,  Stati Uniti, Washington
- 26 aprile,  Stati Uniti, Allentown (Pennsylvania)
- 3 maggio,  Francia, Bourges
- 4 maggio,  Francia, Lione
- 5 maggio,  Francia, Parigi
- 6 maggio,  Francia, Parigi
- 7 maggio,  Francia, Mulhouse
- 9 maggio,  Francia, Pau
- 10 maggio,  Francia, Niort
- 4 giugno,  Canada, Kitchener
- 5 giugno,  Canada, Oshawa
- 6 giugno,  Canada, Hamilton
- 7 giugno,  Canada, London (Canada)
- 9 giugno,  Canada, Toronto
- 10 giugno,  Canada, Toronto
- 12 giugno,  Canada, Québec
- 13 giugno,  Canada, Ottawa
- 14 giugno,  Canada, Montréal
- 19 giugno,  Finlandia, Nurmijärvi
- 27 giugno,  Germania, Alsdorf
- 13 settembre,  Cile, Santiago
- 16 settembre,  Argentina, Buenos Aires
- 17 settembre,  Argentina, Buenos Aires
- 18 settembre,  Argentina, Buenos Aires
- 23 ottobre,  Stati Uniti, Houston (Texas)

## 1994
- 29 Settembre,  Italia,

Milano, City Square
- 30 Settembre,  Italia, Sassari, Palazzetto dello sport Roberta Serradimigni

## 1995
- 27 giugno,  Inghilterra, Londra, Astoria
- 28 giugno,  Inghilterra, Londra, Astoria
- 2 settembre,  Stati Uniti, Portland (Oregon)
- 3 settembre,  Stati Uniti, Seattle (Washington), Bumbershoot Festival
- 10 settembre,  Stati Uniti, Atlanta (Georgia), Lakewood Amphitheater
- 13 settembre,  Stati Uniti, Phoenix (Arizona), Veterans Mem. Coliseum
- 14 settembre,  Stati Uniti, Las Cruces, The Pan Am Center
- 16 settembre,  Stati Uniti, South Park Meadows (Texas), opening for Pearl Jam[3][4][5]
- 17 settembre,  Stati Uniti, New Orleans (Louisiana), The Gormley Stadium
- 2 ottobre,  Argentina, Buenos Aires, Obras Sanitarias
- 3 ottobre,  Argentina, Buenos Aires, Obras Sanitarias
- 4 ottobre,  Argentina, Buenos Aires, Obras Sanitarias
- 5 ottobre,  Argentina, Buenos Aires, Obras Sanitarias
- 6 ottobre,  Argentina, Buenos Aires, Obras Sanitarias
- 7 ottobre,  Argentina, Buenos Aires, Obras Sanitarias
- 16 ottobre,  Giappone, Tokyo, Sun Plaza
- 17 ottobre,  Giappone, Tokyo, Sun Plaza
- 18 ottobre,  Giappone, Tokyo, Club Cita
- 20 ottobre,  Giappone, Fukuoka, Crossing Hall
- 22 ottobre,  Giappone, Matsumoto
- 23 ottobre,  Giappone, Tokyo, Club Cita
- 25 ottobre,  Giappone, Sapporo, Zanadu
- 27 ottobre,  Giappone, Nagoya, Diamond Hall
- 28 ottobre,  Giappone, Tokyo, Club Cita
- 29 ottobre,  Giappone, Tokyo, Club Cita
- 30 ottobre,  Giappone, Nagoya, Diamond Hall
- 1º novembre,  Giappone, Osaka, Imperial Hall
- 2 novembre,  Giappone, Osaka, Imperial Hall
- 6 novembre,  Stati Uniti, San Diego, San Diego Sports arena
- 7 novembre,  Stati Uniti, San Diego, San Diego Sports arena
- 18 novembre,  Stati Uniti, Auburn Hills, Palace Of Auburn Hills
- 20 novembre,  Stati Uniti, Louisville, Louisville Gardens
- 21 novembre,  Stati Uniti, Cincinnati, Cincinnati Gardens
- 22 novembre,  Stati Uniti, Cleveland, Convocation Center
- 24 novembre,  Stati Uniti, Muskegon, L.C. Walker Arena
- 25 novembre,  Stati Uniti, Saginaw, Wendler Arena
- 27 novembre,  Stati Uniti, Hamilton, Copps Coliseum
- 28 novembre,  Canada, Verdun, Verdun Auditorium
- 29 novembre,  Stati Uniti, Lewiston, Central Maine Civic Central
- 2 dicembre,  Stati Uniti, Hartford (Connecticut), Meadows Music Theatre
- 4 dicembre,  Stati Uniti, Rochester (New York), Rochester Community War Memorial
- 5 dicembre,  Germania, Amburgo, International Agri-Center
- 6 dicembre,  Stati Uniti, Binghamton (New York), Broome County Veterans Memorial Arena
- 10 dicembre,  Stati Uniti, Salisbury (Maryland), Wicomico Civic Center
- 12 dicembre,  Stati Uniti, Salem (Virginia), Civic Center
- 13 dicembre,  Stati Uniti, Filadelfia (Pennsylvania), Civic Center
- 14 dicembre,  Stati Uniti, Fairfax (Virginia), Patriot Center

## 1996
- 17 gennaio,  Italia, Firenze, Tenax, CANCELLED, 'cause of some health problems
- 18 gennaio,  Italia, Roma, Tent Theatre, CANCELLED, 'cause of some health problems
- 19 gennaio,  Italia, Budrio, Sport Hall
- 20 gennaio,  Italia, Pordenone, Sport Hall
- 22 gennaio,  Italia, Milano, Palatrussardi
- 23 gennaio,  Germania, Monaco di Baviera, Terminal 1
- 24 gennaio,  Germania, Offenbach, Stadthalle
- 26 gennaio,  Germania, Bonn, Biskuithalle
- 28 gennaio,  Germania, Berlino, Huxley's Neue Welt
- 29 gennaio,  Germania, Amburgo
- 30 gennaio,  Germania, Hannover, Capitol
- 31 gennaio,  Paesi Bassi, Amsterdam, Paradiso
- 2 febbraio,  Belgio, Courtrai, Ontmoetingscentrum
- 3 febbraio,  Inghilterra, Londra, Brixton Academy
- 9 febbraio,  Stati Uniti, Late Show with David Letterman
- 12 febbraio,  Stati Uniti, Providence (Rhode Island), Strand Theater
- 13 febbraio,  Stati Uniti, Northampton (Massachusetts), Pearl Street
- 14 febbraio,  Stati Uniti, Boston (Massachusetts), Avalon
- 16 febbraio,  Stati Uniti, Filadelfia (Pennsylvania), Electric Factory
- 17 febbraio,  Stati Uniti, Washington, Capitol Ballroom
- 18 febbraio,  Stati Uniti, Port Chester (New York), Capitol Theater
- 20 febbraio,  Stati Uniti, Harrisburg (Pennsylvania), Metron
- 21 febbraio,  Stati Uniti, Lido Beach (New York), Malibu
- 23 febbraio,  Stati Uniti, New Haven (Connecticut), Toads Place
- 24 febbraio,  Stati Uniti, Baltimora (Maryland), Hammerjacks
- 25 febbraio,  Stati Uniti, Red Bank (New Jersey), The Count Basie
- 27 febbraio,  Stati Uniti, New York, Coney Island High
- 28 febbraio,  Stati Uniti, New York, Coney Island High
- 29 febbraio,  Stati Uniti, New York, The Academy
- 7 marzo,  Brasile, Rio de Janeiro, The Metropolitan
- 8 marzo,  Brasile, San Paolo, Mogi Das Cruzes
- 9 marzo,  Brasile, Porto Alegre, Gigantinho, this show was cancelled because a Protestant church got the place for a religious event
- 10 marzo,  Brasile, Aramaçan, Santo André
- 11 marzo,  Brasile, San Paolo, The Olympia
- 12 marzo,  Brasile, San Paolo, The Olympia
- 13 marzo,  Brasile, San Paolo, The Olympia
- 16 marzo,  Argentina, Buenos Aires, Stadio monumentale Antonio Vespucio Liberti
- 18 aprile,  Stati Uniti, Indianapolis (Indiana), The Vogue
- 19 aprile,  Stati Uniti, Chicago (Illinois), Riviera Theatre
- 20 aprile,  Stati Uniti, Kalamazoo (Michigan), State Theatre
- 21 aprile,  Stati Uniti, Detroit (Michigan), State Theatre
- 23 aprile,  Stati Uniti, Cleveland (Ohio)
- 25 aprile,  Stati Uniti, Allentown (Pennsylvania), Starz
- 26 aprile,  Stati Uniti, Pittsburgh (Pennsylvania), I.C. Light Amphitheatre
- 27 aprile,  Stati Uniti, Rochester (New York), Università di Rochester
- 28 aprile,  Stati Uniti, Albany (New York), Lincoln Park
- 29 aprile,  Stati Uniti, New York, Coney Island High
- 1º maggio,  Stati Uniti, New York, Coney Island High
- 22 maggio,  Stati Uniti, Little Rock (Arkansas), Midnight Rodeo
- 23 maggio,  Stati Uniti, Memphis (Tennessee), The 616
- 25 maggio,  Stati Uniti, Atlanta (Georgia), Masquerade Outdoor Park
- 26 maggio,  Stati Uniti, Birmingham (Alabama), Five Points Music Hall
- 27 giugno,  Stati Uniti, Kansas City (Missouri), Longview Lake
- 28 giugno,  Stati Uniti, Des Moines (Iowa), State Fairgrounds
- 30 giugno,  Stati Uniti, Rockford (Illinois), Winnebago County Fairgrounds
- 2 luglio,  Stati Uniti, Indianapolis (Indiana), Deer Creek Field
- 3 luglio,  Stati Uniti, Columbus (Ohio), Buckeye Lake
- 5 luglio,  Canada, Barrie, Molson Park
- 7 luglio,  Canada, Québec, Hippodrome
- 9 luglio,  Stati Uniti, Pownal (Vermont), Green Mountain Fairgrounds
- 10 luglio,  Stati Uniti, New York, Randall's Island
- 11 luglio,  Stati Uniti, New York, Randall's Island
- 13 luglio,  Stati Uniti, Syracuse (New York), New York State Fairgrounds
- 16 luglio,  Stati Uniti, Charles Town (Virginia Occidentale), Charles Town Raceway
- 18 luglio,  Stati Uniti, West Palm Beach (Florida), Southern Florida Fairgrounds
- 20 luglio,  Stati Uniti, Rockingham (Carolina del Nord), Rockingham Dragway
- 21 luglio,  Stati Uniti, Knoxville, The Forks of the River
- 23 luglio,  Stati Uniti, New Orleans (Louisiana), Tad Gromley Stadium
- 25 luglio,  Stati Uniti, Ferris (Texas), Old Fort Dallas
- 27 luglio,  Stati Uniti, Phoenix (Arizona), Compton Terrace
- 30 luglio,  Stati Uniti, George (Washington), The Gorge
- 2 agosto,  Stati Uniti, San Jose, Spartan Stadium
- 3 agosto,  Stati Uniti, Irvine (California), Irvine Meadows
- 4 agosto,  Stati Uniti, Irvine (California), Irvine Meadows
- 6 agosto,  Stati Uniti, Los Angeles (California), The Palace, The final show